# アニメ音楽の作曲家一覧
アニメ音楽の作曲家一覧（アニメおんがくのさっきょくかいちらん）は、アニメや特撮ドラマ作品において「音楽」担当としてスタッフクレジットの表記がされる、劇伴（劇中に流れる音楽）の作曲、編曲を行う音楽家の一覧である。

## アニメ音楽の作曲家一覧
作品名については音楽を担当した作品の中で最も主要な作品のみ限定して列挙する。
また、個人の記事があり、なおかつそのページに詳しい作品リストがある場合は、作品を省略している。

### あ行
| 名前                 | よみがな               | 主要作曲担当作品 |
| -------------------- | ---------------------- | --- |
| 青木望               | あおき・のぞみ         | 銀河鉄道999、パタリロ!、とんがり帽子のメモル、北斗の拳、幻魔大戦、悪魔くん |
| 赤坂東児             | あかさか・とおる       | まんがイソップ物語、プロジェクトA子、英語であそぼシリーズ |
| あかのたちお         | あかの・たちお         | 戦国魔神ゴーショーグン、マシンロボ クロノスの大逆襲 |
| 上松範康             | あげまつ・のりやす     | GIRLSブラボー、戦姫絶唱シンフォギア |
| 朝川朋之             | あさかわ・ともゆき     | ファイブスター物語 |
| 浅倉大介             | あさくら・だいすけ     | グラビテーション、格闘料理伝説ビストロレシピ、鋼殻のレギオス |
| 朝倉紀行             | あさくら・のりゆき     | るろうに剣心 -明治剣客浪漫譚-、シドニアの騎士、アトム ザ・ビギニング、ポチっと発明 ピカちんキット、ゾイドワイルド、トミカ絆合体 アースグランナー、マジカパーティ、私の推しは悪役令嬢。 |
| 朝比奈健人           | あさひな・けんと       | 最凶の支援職【話術士】である俺は世界最強クランを従える、神椿市建設中。、無職の英雄 別にスキルなんか要らなかったんだが |
| 阿知波大輔           | あちわ・だいすけ       | お兄ちゃんはおしまい!、瑠璃の宝石 |
| アッチョリケ         | あっちょりけ           | SHUFFLE! |
| 穴沢弘慶             | あなざわ・ひろのり     | SCARLET NEXUS、BIRDIE WING -Golf Girls' Story-、強くてニューサーガ |
| 安部純               | あべ・じゅん           | フルーツバスケット（第1作）、レジェンズ 甦る竜王伝説、GA 芸術科アートデザインクラス、猫神やおよろず、DD北斗の拳、ガンダムさん、名探偵コナン 犯人の犯沢さん、僕とロボコ |
| 天野正道             | あまの・まさみち       | ジャイアントロボ THE ANIMATION -地球が静止する日、ストラトス・フォー |
| 荒川泰               | あらかわ・とおる       | あずみマンマ・ミーア、ハニ太郎です。 |
| 嵐野英彦             | あらしの・ひでお       | 鉄人28号、のらくろ |
| 荒川敏行             | あらかわ・としゆき     | クレヨンしんちゃん、サイボーグクロちゃん、少年アシベ |
| 荒木一郎             | あらき・いちろう       | あしたのジョー2 |
| 荒木真樹彦           | あらき・まきひこ       | 破妖の剣 |
| 有澤孝紀             | ありさわ・たかのり     | ビックリマン、きんぎょ注意報!、美少女戦士セーラームーンシリーズ、夢のクレヨン王国、燃えろ!!ロボコン、デジモンシリーズ（『フロンティア』まで）] |
| 安斎孝秋             | あんざい・たかあき     | 生徒会の一存シリーズ、FORTUNE ARTERIAL 赤い約束 |
| 安西史孝             | あんざい・ふみたか     | うる星やつら、みゆき、フォーチュン・クエスト 世にも幸せな冒険者たち、ぐるぐるタウンはなまるくん、Bビーダマン爆外伝 |
| 安瀬聖               | あんぜ・ひじり         | ウルトラマンZ |
| 安藤高弘             | あんどう・たかひろ     | アイドル天使ようこそようこ、お兄ちゃんだけど愛さえあれば関係ないよねっ |
| 井内舞子             | いうち・まいこ         | とある魔術の禁書目録、selector infected WIXOSS、ヘヴィーオブジェクト、覇穹 封神演義、アクダマドライブ |
| 伊賀拓郎             | いが・たくろう         | 緋弾のアリアAA、風夏、かくりよの宿飯、私に天使が舞い降りた!、恋する小惑星、SELECTION PROJECT、スローループ、組長娘と世話係、農民関連のスキルばっか上げてたら何故か強くなった。、【推しの子】、愚かな天使は悪魔と踊る、トリリオンゲーム、ゲーセン少女と異文化交流、カラオケ行こ!、夢中さ、きみに。 |
| 五十嵐聡             | いがらし・さとる       | このヒーラー、めんどくさい、フェルマーの料理、暗殺者である俺のステータスが勇者よりも明らかに強いのだが |
| 五十嵐洋             | いがらし・ひろし       | 下級生、おでんくん |
| 井川雅章             | いがわ・まさあき       | ジーンダイバー |
| 幾見雅博             | いくみ・まさひろ       | 特装機兵ドルバック、パーフェクトブルー |
| 池辺晋一郎           | いけべ・しんいちろう   | 未来少年コナン |
| 池毅                 | いけ・たけし           | 超獣機神ダンクーガ、ひらけ!ポンキッキ（85年版）、ひとりでできるもん!、味楽る!ミミカ |
| 池田大介             | いけだ・だいすけ       | 探偵学園Q、天使な小生意気、モンキーターン、ヤング ブラック・ジャック |
| 池頼広               | いけ・よしひろ         | Sci-Fi HARRY、ソニックX、SDガンダムフォース、かみちゅ!、REIDEEN、もっけ、TIGER & BUNNY、FREEDOM、黒子のバスケ（第2期以降）、神撃のバハムート GENESIS、どろろ（第2作）、かつて神だった獣たちへ、聖闘士星矢: Knights of the Zodiac、シャドウバース、Takt op.Destiny、アキバ冥途戦争、戦隊大失格 |
| 石川智久             | いしかわ・ともひさ     | イノセント・ヴィーナス、黒神 The Animation、咎狗の血、OBSOLETE、スーパーカブ、沖縄で好きになった子が方言すぎてツラすぎる |
| 石黒孝子             | いしぐろ・たかこ       | 花の魔法使いマリーベル |
| 石田勝範             | いしだ・かつのり       | OKAWARI-BOY スターザンS、トランスフォーマー ザ☆ヘッドマスターズ、ビーファイターカブト、ビーロボカブタック |
| 石塚玲依             | いしづか・れい         | プリパラシリーズ（2ndシーズン以降）、KING OF PRISM –Shiny Seven Stars-、カッコウの許嫁、地球外少年少女、あやかしトライアングル、雨と君と、しゃばけ |
| 石野卓球             | いしの・たっきゅう     | 攻殻機動隊 GHOST IN THE SHELL |
| 石元丈晴             | いしもと・たけはる     | すばらしきこのせかい The Animation |
| いずみたく           | いずみ・たく           | ゲゲゲの鬼太郎、魔法少女ララベル、それいけ!アンパンマン |
| 市川淳               | いちかわ・じゅん       | ヨスガノソラ（Bruno Wen-li名義）、レンタルマギカ、落語天女おゆい、ふたりはミルキィホームズ、未確認で進行形、不機嫌なモノノケ庵 續、真・中華一番!、ババンババンバンバンパイア、男女の友情は成立する?（いや、しないっ!!） |
| 井筒昭雄             | いづつ・あきお         | ファイ・ブレイン 神のパズル、悪魔くん（アニメ第2作）、あかね噺 |
| 伊藤賢               | いとう・けん           | ドリフェス!シリーズ、はんだくん、100万の命の上に俺は立っている、灼熱カバディ、咲う アルスノトリア すんっ!、外科医エリーゼ |
| 伊藤翼               | いとう・つばさ         | エガオノダイカ、いわかける! - Sport Climbing Girls -、骸骨騎士様、只今異世界へお出掛け中、シャインポスト、解雇された暗黒兵士（30代）のスローなセカンドライフ、ギルドの受付嬢ですが、残業は嫌なのでボスをソロ討伐しようと思います、うるわしの宵の月 |
| 伊藤真澄             | いとう・ますみ         | 夏色キセキ（共作）、RDG レッドデータガール、小林さんちのメイドラゴン ※別名義「七瀬光」の担当作品については後述 |
| 井内啓二             | いない・けいじ         | 史上最強の弟子ケンイチ（TVシリーズ第1作）、アウトブレイク・カンパニー、ヘヴィーオブジェクト、ダンジョンに出会いを求めるのは間違っているだろうか、ヘヴィーオブジェクト、ねじ巻き精霊戦記 天鏡のアルデラミン、王室教師ハイネ、魔法少女サイト、おとなの防具屋さん、通常攻撃が全体攻撃で二回攻撃のお母さんは好きですか?、スライム倒して300年、知らないうちにレベルMAXになってました、魔王学院の不適合者 〜史上最強の魔王の始祖、転生して子孫たちの学校へ通う〜、BURN THE WITCH、とーとつにエジプト神、ビルディバイドシリーズ、モブから始まる探索英雄譚、どうせ、恋してしまうんだ。、最強の王様、二度目の人生は何をする?、私を喰べたい、ひとでなし、デッドアカウント |
| 乾裕樹               | いぬい・ひろき         | まいっちんぐマチコ先生、装甲騎兵ボトムズ、蒼き流星SPTレイズナー、機甲猟兵メロウリンク |
| 井上鑑               | いのうえ・あきら       | デジタル所さん |
| 井上一平             | いのうえ・いっぺい     | ブルーピリオド |
| 井上純一             | いのうえ・じゅんいち   | gdgd妖精s、僕の妹は「大阪おかん」、てさぐれ!部活もの |
| 今堀恒雄             | いまほり・つねお       | トライガン、はじめの一歩、ガングレイヴ |
| 入江純               | いりえ・じゅん         | サイボットロボッチ、がんばれ!キッカーズ |
| 岩崎太整             | いわさき・たいせい     | 血界戦線、ひそねとまそたん、スプリガン（第2作）、竜とそばかすの姫、メタリックルージュ |
| 岩崎琢               | いわさき・たく         | R.O.Dアニメシリーズ、結界師、天元突破グレンラガン、黒執事（TVシリーズ第1・2期）、ソウルイーター、焼きたて!!ジャぱん、ジョジョの奇妙な冒険（TVシリーズ1期第2部）、ガッチャマン クラウズ、魔法科高校の劣等生、アカメが斬る!、文豪ストレイドッグス、ユリシーズ ジャンヌ・ダルクと錬金の騎士、白猫プロジェクト ZERO CHRONICLE、シン・仮面ライダー、ガチアクタ |
| 岩﨑元是             | いわさき・もとよし     | とっとこハム太郎、そらのおとしものシリーズ、波よ聞いてくれ |
| 岩崎文紀             | いわさき・やすのり     | 機甲警察メタルジャック、勇者警察ジェイデッカー、真（チェンジ!）ゲッターロボ 世界最後の日、ヴァンドレッド、爆闘宣言ダイガンダー、逮捕しちゃうぞ（TVシリーズ）、モモキュンソード、神無き世界のカミサマ活動 |
| 岩代太郎             | いわしろ・たろう       | H2、みどりのマキバオー、翠星のガルガンティア、アルスラーン戦記（TVシリーズ）、正解するカド、A.I.C.O. Incarnation |
| 岩橋星実             | いわはし・せいま       | 蒼の彼方のフォーリズム、キミと僕の最後の戦場、あるいは世界が始まる聖戦、失格紋の最強賢者、テクノロイド オーバーマインド、この世界は不完全すぎる、ゴリラの神から加護された令嬢は王立騎士団で可愛がられる |
| 上野耕路             | うえの・こうじ         | ファンタジックチルドレン |
| 植松伸夫             | うえまつ・のぶお       | グイン・サーガ、FF：U 〜ファイナルファンタジー:アンリミテッド〜、ファイナルファンタジーVII アドベントチルドレン、BLUE DRAGON |
| 牛尾憲輔             | うしお・けんすけ       | 映画 聲の形、リズと青い鳥、ブギーポップは笑わない、ピンポン、DEVILMAN crybaby、日本沈没2020、平家物語、チェンソーマン、僕の心のヤバイやつ、天国大魔境、ダンダダン、チ。-地球の運動について-、Cocoon〜ある夏の少女たちより〜 |
| うたたね歌菜         | うたたね・かな         | RE-MAIN、見える子ちゃん、明日ちゃんのセーラー服、とんでもスキルで異世界放浪メシ、勇者が死んだ!、オーバーテイク!、悪役令嬢レベル99 〜私は裏ボスですが魔王ではありません〜、負けヒロインが多すぎる!、恋は双子で割り切れない、フードコートで、また明日。 |
| 内池秀和             | うちいけ・ひでかず     | 火の鳥 |
| 宇野誠一郎           | うの・せいいちろう     | ムーミン、小さなバイキング ビッケ、一休さん |
| 馬瀬みさき           | うませ・みさき         | マナリアフレンズ、大雪海のカイナ、変人のサラダボウル、キミとアイドルプリキュア♪、TO BE HERO X |
| 梅林太郎             | うめばやし・たろう     | デッドデッドデーモンズデデデデデストラクション、光が死んだ夏 |
| 瓜田幸治             | うりた・こうじ         | チェブラーシカ |
| 江口貴勅             | えぐち・たかひと       | D・N・ANGEL、トリニティ・ブラッド |
| Edison               | えじそん               | まじかるハット、おばけのホーリー、勇者指令ダグオン、わしも WASIMO |
| EFFY                 | エフィー               | 無彩限のファントム・ワールド、アイドルマスター SideM、美少年探偵団、Extreme Hearts、HIGHSPEED Étoile |
| ディーン・エリオット | Dean Elliot            | トムとジェリー、ルーニー・テューンズ |
| エンドウ.            | えんどう               | AKIBA'S TRIP -THE ANIMATION-、トニカクカワイイ、レベル1だけどユニークスキルで最強です |
| 遠藤浩二             | えんどう・こうじ       | ころがし屋のプン、ガールズ×戦士シリーズ、ニャイト・オブ・ザ・リビングキャット |
| 遠藤ナオキ           | えんどう・なおき       | ラブライブ!虹ヶ咲学園スクールアイドル同好会 |
| 遠藤幹雄             | えんどう・みきお       | 双星の陰陽師 |
| Audio Highs          | オーディオ・ハイズ     | 銀魂シリーズ、バスカッシュ!、バクマン。、男子高校生の日常、ちおちゃんの通学路 |
| 淡海悟郎             | おうみ・ごろう         | 科学冒険隊タンサー5、超人ロック、とんでぶーりん、グランダー武蔵、光戦隊マスクマン |
| 大石憲一郎           | おおいし・けんいちろう | Dimensionハイスクール、機界戦隊ゼンカイジャー |
| 大江千里             | おおえ・せんり         | ドラえもん のび太の南海大冒険、ドラえもん のび太の宇宙漂流記 |
| 大川茂伸             | おおかわ・しげのぶ     | タユタマ -Kiss on my Deity-、にゃんこい!、ミス・モノクローム -The Animation-、終末のハーレム |
| 大島ミチル           | おおしま・みちる       | 七つの海のティコ、魔法使いTai!、鋼の錬金術師、花より男子、美少女戦士セーラームーン（実写版）、魔弾戦記リュウケンドー、ソ・ラ・ノ・ヲ・ト、リトルウィッチアカデミア、ドッグシグナル、ぶっちぎり?!、アン・シャーリー |
| 大隅知宇             | おおすみ・ともたか     | だがしかし、ヘボット!、モンストアニメ（第3期）、潔癖男子!青山くん、ちおちゃんの通学路、SDガンダムワールド 三国創傑伝、便利屋斎藤さん、異世界に行く、虫かぶり姫、新米オッサン冒険者、最強パーティに死ぬほど鍛えられて無敵になる。 |
| 大谷和夫             | おおたに・かずお       | ときめきトゥナイト、キャッツ・アイ、ガラスの仮面（TVシリーズ）、愛の若草物語、美味しんぼ |
| 大谷幸               | おおたに・こう         | 新世紀GPXサイバーフォーミュラ、新機動戦記ガンダムW、金色のガッシュベル!!、アイシールド21、灼眼のシャナシリーズ、逮捕しちゃうぞ（OVA）、Another、人類は衰退しました、賢者の孫、デジモンゴーストゲーム、魔導具師ダリヤはうつむかない |
| 太田雅友             | おおた・まさとも       | 俺の彼女と幼なじみが修羅場すぎる |
| 太田美知彦           | おおた・みちひこ       | 中華一番! |
| 大塚彩子             | おおつか・あやこ       | ゼーガペイン、アクエリオンEVOL |
| 大野克夫             | おおの・かつお         | 名探偵コナン |
| 大野雄二             | おおの・ゆうじ         | ルパン三世（第2シリーズ以降）、キャプテン・フューチャー、星雲仮面マシンマン、学園戦記ムリョウ |
| 大橋恵               | おおはし・めぐみ       | うた∽かた、トランスフォーマー ギャラクシーフォース、機動戦士ガンダム MS IGLOO、BLUE DRAGON、機動戦士ガンダムSEED C.E.73 STARGAZER、炎神戦隊ゴーオンジャー、特命戦隊ゴーバスターズ、私の百合はお仕事です!、ただいま、おかえり、異世界の沙汰は社畜次第 |
| 大間々昂             | おおまま・たかし       | 城下町のダンデライオン、ファンタシースターオンライン2 ジ アニメーション、機動戦士ガンダム Twilight AXIS、コンビニカレシ、されど罪人は竜と踊る、機動戦士ガンダム 水星の魔女、AIの遺電子、アオのハコ、想星のアクエリオン Myth of Emotions |
| 大森俊之             | おおもり・としゆき     | アリス探偵局、LEGEND OF BASARA、恐竜冒険記ジュラトリッパー、シャーマンキング、銀装騎攻オーディアン、真月譚 月姫、スクールランブル、SoltyRei、アマガミSS |
| 岡部啓一             | おかべ・けいいち       | 結城友奈は勇者である、WORKING!!、サーバント×サービス、キャプテン・アース、サマータイムレンダ |
| 奥慶一               | おく・けいいち         | 魔法のスターマジカルエミ、闘将!!拉麵男、夢戦士ウイングマン、ママレード・ボーイ、おジャ魔女どれみシリーズ、明日のナージャ、デジモンセイバーズ、PEACE MAKER鐵、夢喰いメリー、君のいる町、電磁戦隊メガレンジャー |
| 桶狭間ありさ         | おけはざま・ありさ     | 呪術廻戦、勇者パーティーを追放されたビーストテイマー、最強種の猫耳少女と出会う、最強陰陽師の異世界転生記、真・進化の実〜知らないうちに勝ち組人生〜、お兄ちゃんはおしまい!、薬屋のひとりごと、没落予定の貴族だけど、暇だったから魔法を極めてみた、クラスの大嫌いな女子と結婚することになった。、あらいぐま カルカル団、白豚貴族ですが前世の記憶が生えたのでひよこな弟育てます、ばっどがーる、DIGIMON BEATBREAK、姫騎士は蛮族の嫁 |
| 尾澤拓実             | おざわ・たくみ         | 緋弾のアリア、ディバインゲート、マギアレコード 魔法少女まどか☆マギカ外伝、ディズニー ツイステッドワンダーランド ザ アニメーション |
| 小田和正             | おだ・かずまさ         | 走れメロス |
| 織田哲郎             | おだ・てつろう         | ムシブギョー、武装神姫（TVシリーズ）、怪病医ラムネ |
| 小畑貴裕             | おばた・たかひろ       | 約束のネバーランド、八月のシンデレラナイン、ニンジャラ、ぷにるんず、小市民シリーズ、淡島百景 |
| 折戸伸治             | おりと・しんじ         | kanon、AIR、CLANNAD |

### か行
| 名前                   | よみがな               | 主要作曲担当作品 |
| ---------------------- | ---------------------- | --- |
| ホーギー・カーマイケル | Horgy Carmichael       | バッタ君町に行く |
| 垣見嘉良               | かきみ・よしろう       | 奇鋼仙女ロウラン |
| 風戸慎介               | かざと・しんすけ       | じゃりン子チエ（第1作）、未来警察ウラシマン、キン肉マン、うる星やつら、銀河英雄伝説、ペットントン、ウルトラマンUSA、ウルトラマンG、トラップ一家物語※川辺真の別名義 |
| 梶浦由記               | かじうら・ゆき         | ノワール、MADLAX、エル・カザド、.hack//SIGN、ツバサ・クロニクル、舞-HiMEシリーズ、コゼットの肖像、空の境界シリーズ、Fate/Zero、真救世主伝説 北斗の拳、魔法少女まどか☆マギカ、ソードアート・オンライン、僕だけがいない街、プリンセス・プリンシパル、鬼滅の刃、ヴァニタスの手記、海賊王女 |
| かしぶち哲郎           | かしぶち・てつろう     | 機動戦士ガンダム0080 ポケットの中の戦争 |
| 片岡知子               | かたおか・ともこ       | たまこまーけっと |
| 片山修志               | かたやま・しゅうじ     | オーバーロード、幼女戦記、ランウェイで笑って、放課後さいころ倶楽部、アンゴルモア 元寇合戦記、ヤリチン☆ビッチ部、フランチェスカ、ゆるめいつ、ポッピンQ、SUPER LOVERS、シドニアの騎士 あいつむぐほし、アルスの巨獣、GAMERA -Rebirth-、魔法使いの約束、鎧真伝サムライトルーパー |
| 勝木ゆかり             | かつき・ゆかり         | KURAU Phantom Memory |
| 勝又隆一               | かつまた・りゅういち   | 頭文字D（TVシリーズ）、江戸っ子ボーイ がってん太助、スペース・オズの冒険、アーケードゲーマーふぶき |
| 加藤達也               | かとう・たつや         | 聖痕のクェイサー、ミラクル☆トレイン、境界線上のホライゾン、未来日記、幻影ヲ駆ケル太陽、カンピオーネ! 〜まつろわぬ神々と神殺しの魔王〜、めだかボックス、Free!、バディ・コンプレックス、世界征服〜謀略のズヴィズダー〜、食戟のソーマ、ラクエンロジック、ラブライブ!サンシャイン!!、アイドリッシュセブン、キラッとプリ☆チャン、あんさんぶるスターズ!、Dr.STONE、サクガン、異世界薬局、幻日のヨハネ -SUNSHINE in the MIRROR-、TRIGUN STAMPEDE、魔王2099、ユア・フォルマ                                                                                 |
| 加藤賢二               | かとう・けんじ         | 少年アシベ GO! GO!ゴマちゃん、異世界はスマートフォンとともに、無責任ギャラクシー☆タイラー、SUPER LOVERS |
| 加藤みちあき           | かとう・みちあき       | ガデュリン、ママは小学4年生、こっちむいて!みい子、神風怪盗ジャンヌ |
| 門倉聡                 | かどくら・さとし       | 魔神英雄伝ワタル、機動戦士ガンダムF91 |
| ノアム・カニエル       | Noam Kaniel            | 宇宙伝説ユリシーズ31（フランス語版）、アニメ ゴーストバスターズ |
| 兼崎順一               | かねざき・じゅんいち   | 魔神英雄伝ワタル、覇王大系リューナイト、かっ飛ばせ!ドリーマーズ、ナジカ電撃作戦 |
| 兼松衆                 | かねまつ・しゅう       | 城下町のダンデライオン、クロックワーク・プラネット、DYNAMIC CHORD、乙女ゲームの破滅フラグしかない悪役令嬢に転生してしまった…、女神のカフェテラス、はめつのおうこく、想星のアクエリオン Myth of Emotions、MAO |
| かの香織               | かの・かおり           | CODE-Eシリーズ |
| 鹿野草平               | かの・そうへい         | フラクタル、blossum、薄暮 |
| 神井裕行               | かみい・ひろゆき       | 東京バビロン、ボーイフレンド |
| 神尾憲一               | かみお・けんいち       | バーバパパ 世界をまわる |
| 亀山耕一郎             | かめやま・こういちろう | ボボボーボ・ボーボボ、未来戦隊タイムレンジャー、八雲立つ、きらめき☆プロジェクト、特捜戦隊デカレンジャー、ビーストサーガ、動物戦隊ジュウオウジャー、ハッピーシュガーライフ、戦隊レッド 異世界で冒険者になる |
| 茅蔵人                 | かや・くらんど         | 無敵ロボ トライダーG7 ※佐瀬寿一の別名義 |
| 川井憲次               | かわい・けんじ         | 機動警察パトレイバー、らんま1/2 熱闘編、無責任艦長タイラー、ウルトラマンネクサス、ひぐらしのなく頃に、機動戦士ガンダム00、RAVE、YAT安心!宇宙旅行、非公認戦隊アキバレンジャー、009 RE:CYBORG、Fate/stay night、ばらかもん、ガールフレンド（仮）、ワールドトリガー、ジョーカー・ゲーム、モブサイコ100、ウルトラマンジード、仮面ライダービルド、消滅都市、ノー・ガンズ・ライフ、りゅうおうのおしごと!、刀剣乱舞-花丸-、火狩りの王、マイホームヒーロー、コードギアス 奪還のロゼ、ウマ娘 シンデレラグレイ                                                |
| 川崎真弘               | かわさき・まさひろ     | ゲゲゲの鬼太郎（第3作）、おちゃめなふたご クレア学院物語、ひみつのアッコちゃん（第3作） |
| 川﨑龍                 | かわさき・りょう       | 将国のアルタイル、BAKUMATSU、ムヒョとロージーの魔法律相談事務所、Fate/Grand Order -絶対魔獣戦線バビロニア-、遊☆戯☆王SEVENS、不滅のあなたへ、遊☆戯☆王ゴーラッシュ!!、黒執事シリーズ（第4期以降）、甘神さんちの縁結び、ムーンライズ、ブサメンガチファイター |
| 川田瑠夏               | かわだ・るか           | すすめ!キッチン戦隊クックルン、きんいろモザイク、ご注文はうさぎですか?、閃乱カグラ、私がモテてどうすんだ、学園ベビーシッターズ、異世界かるてっと、ミュークルドリーミー、氷属性男子とクールな同僚女子、白聖女と黒牧師、村井の恋 |
| 河野土洋               | かわの・くにひろ       | 星の王子さま プチ・プランス、宇宙皇子、サザエさん（2000年代以降）、コアラボーイ コッキィ |
| 川村栄二               | かわむら・えいじ       | 忍者戦士飛影、冥王計画ゼオライマー、仮面ライダーBLACK、五星戦隊ダイレンジャー、忍者戦隊カクレンジャー、重甲ビーファイター |
| 河本圭代               | かわもと・たまよ       | ナイトウィザード The ANIMATION |
| 菅野よう子             | かんの・ようこ         | マクロスプラス、天空のエスカフローネ、カウボーイビバップ、攻殻機動隊、∀ガンダム、創聖のアクエリオン、マクロスF、残響のテロル |
| 菅野祐悟               | かんの・ゆうご         | 図書館戦争、PSYCHO-PASS サイコパス、ガンダム Gのレコンギスタ、ジョジョの奇妙な冒険(TVシリーズ2・3期)、亜人、グランクレスト戦記、Levius -レビウス-、2.43 清陰高校男子バレー部、はたらく細胞BLACK、バイオハザード: インフィニット ダークネス、SAND LAND、PLUTO、シンカリオン チェンジ ザ ワールド、名探偵コナン ハロウィンの花嫁 |
| 菅野由弘               | かんの・よしひろ       | 天使のたまご、グスコーブドリの伝記、賢治のトランク |
| 菊池俊輔               | きくち・しゅんすけ     | 仮面ライダーシリーズ（ZX まで）、新造人間キャシャーン、てんとう虫の歌、ポールのミラクル大作戦、ドラえもん（第2作1期）、忍者ハットリくん、オバケのQ太郎（第3作）、ドカベン、ジャンボーグA、キテレツ大百科、ゲッターロボ、UFOロボ グレンダイザー、大空魔竜ガイキング、惑星ロボ ダンガードA、闘将ダイモス、タイガーマスク、Dr.スランプ アラレちゃん、ドラゴンボールシリーズ（Zまで）、ハイスクール!奇面組、ついでにとんちんかん、新ビックリマン |
| 菊田裕樹               | きくた・ひろき         | 白雪姫の伝説、シャイニング・ハーツ 〜幸せのパン〜、アサティール 未来の昔ばなし※別名義：結城二十六 |
| 菊地創                 | きくち・はじめ         | 双恋、true tears、このはな綺譚 |
| 菊谷知樹               | きくや・ともき         | 宇宙をかける少女（共作）、ひだまりスケッチシリーズ、絶対防衛レヴィアタン、戦国コレクション（共作）、変態王子と笑わない猫、あそびにいくヨ!、侵略!イカ娘、明日のよいち!、のうりん（共作）、幕末Rock、ガーリッシュナンバー、エロマンガ先生、女子高生の無駄づかい、ゆらぎ荘の幽奈さん、チート薬師のスローライフ〜異世界に作ろうドラッグストア〜、ひげを剃る。そして女子高生を拾う。、異世界迷宮でハーレムを、4人はそれぞれウソをつく、ぼっち・ざ・ろっく!、忘却バッテリー、ネガポジアングラー、まったく最近の探偵ときたら、ちゃんと吸えない吸血鬼ちゃん |
| 北原じゅん             | きたはら・じゅん       | 愛の戦士レインボーマン、まんが日本昔ばなし |
| 喜多郎                 | きたろう               | 獣兵衛忍風帖 龍宝玉篇 |
| 木村秀彬               | きむら・ひであきら     | ガンダムビルドダイバーズシリーズ、矢野くんの普通の日々 |
| 木森敏之               | きもり・としゆき       | わが青春のアルカディア、ゴルゴ13、キャプテン、ダーティペア |
| 京建輔                 | きょう・けんすけ       | 快傑ズバット、科学戦隊ダイナマン |
| 京田誠一               | きょうだ・せいいち     | バケツでごはん、グラップラー刃牙（OVA） |
| 吟                     | ぎん                   | ポプテピピック、ギャルと恐竜、極主夫道、ド級編隊エグゼロス、イジらないで、長瀞さん、コタローは1人暮らし、転生賢者の異世界ライフ 〜第二の職業を得て、世界最強になりました〜、魔法少女マジカルデストロイヤーズ（羽柴吟名義）、神は遊戯に飢えている。、たべっ子どうぶつ THE MOVIE（羽柴吟名義） |
| 工藤崇                 | くどう・たかし         | 冒険!イクサー3、宇宙の騎士テッカマンブレードII |
| 工藤隆                 | くどう・たかし         | 勇者特急マイトガイン、覚悟のススメ |
| クニ河内               | くに・かわち           | グロイザーX、つるピカハゲ丸くん |
| 国本佳宏               | くにもと・よしひろ     | ダーティペアの大勝負 ノーランディアの謎、緑野原迷宮 |
| 国吉良一               | くによし・りょういち   | シティーハンター、シティーハンター3、OVA エイトマンAFTER |
| 窪田晴男               | くぼた・はるお         | 王立宇宙軍 オネアミスの翼、湘南爆走族 |
| 窪田ミナ               | くぼた・みな           | カレイドスター、神無月の巫女、京四郎と永遠の空、フォトカノ |
| 久米大作               | くめ・だいさく         | 月詠、空戦魔導士候補生の教官 |
| 栗原正己               | くりはら・まさき       | 毎日かあさん→栗コーダーカルテット、栗コーダーポップスオーケストラも参照。 |
| 黒石ひとみ             | くろいし・ひとみ       | コードギアス 反逆のルルーシュ、ラストエグザイル-銀翼のファム-、シャングリ・ラ、タイムトラベル少女〜マリ・ワカと8人の科学者たち〜 |
| 桑野聖                 | くわの・ひじり         | 忘却の旋律、カードファイト!! ヴァンガード overDress |
| コーニッシュ           | こーにっしゅ           | ひとひら、湾岸ミッドナイト、鉄のラインバレル、ヘタリア、マルドゥック・スクランブル、遊☆戯☆王ZEXAL、プレイタの傷、ポケットモンスター（TVシリーズ第8作）、Let's Play クエストだらけのマイライフ |
| エバン・コール         | Evan Call              | 戦姫絶唱シンフォギアG、探偵歌劇 ミルキィホームズ TD、シュヴァルツェスマーケン、ビッグオーダー、蒼の彼方のフォーリズム、ハクメイとミコチ、ヴァイオレット・エヴァーガーデン、金の国 水の国、さんかく窓の外側は夜、葬送のフリーレン、戦国妖狐、地獄先生ぬ〜べ〜（第2作）、ネクロノミ子のコズミックホラーショウ |
| 神前暁                 | こうさき・さとる       | 涼宮ハルヒの憂鬱、らき☆すた、〈物語〉シリーズ、STAR DRIVER 輝きのタクト、WORKING!!、Aチャンネル、サーバント×サービス、Wake Up, Girls!、キャプテン・アース、打ち上げ花火、下から見るか？横から見るか？、BEASTARS、まえせつ!、Vivy -Fluorite Eye's Song-、阿波連さんははかれない、薬屋のひとりごと、僕らの雨いろプロトコル、オチビサン、勇者パーティーにかわいい子がいたので、告白してみた。 |
| 甲田雅人               | こうだ・まさと         | 蒼き鋼のアルペジオ -アルス・ノヴァ-、魔法戦争、純潔のマリア、この素晴らしい世界に祝福を!シリーズ、チェインクロニクル 〜ヘクセイタスの閃〜、ナイツ&マジック、あそびあそばせ、ドメスティックな彼女、ラディアン、戦闘員、派遣します!、とんでもスキルで異世界放浪メシ、婚約破棄された令嬢を拾った俺が、イケナイことを教え込む、追放者食堂へようこそ! |
| 神津裕之               | こうづ・ひろゆき       | 愛天使伝説ウェディングピーチ、Kanon（東映版）、FNS地球特捜隊ダイバスター、踊り子クリノッペ、ひめゴト、レーカン!、ツキウタ。THE ANIMATION、虹色デイズ |
| 河野陽吾               | こうの・ようご         | 激闘!クラッシュギアTURBO |
| 五木田岳彦             | ごきた・たけひこ       | 北へ。〜Diamond Dust Drops〜、ビューティフル ジョー |
| 小坂明子               | こさか・あきこ         | メイプルタウン物語、はーいアッコです、ふしぎ魔法ファンファンファーマシィー |
| 越部信義               | こしべ・のぶよし       | 昆虫物語 みなしごハッチ、ジムボタン、ジェッターマルス、ドラえもん（TVシリーズ第1作）、にこにこぷん、サザエさん、太陽の子エステバン |
| 古代祐三               | こしろ・ゆうぞう       | ジビエート |
| 小瀬村晶               | こせむら・あきら       | 青のオーケストラ、ハニーレモンソーダ、水属性の魔法使い |
| コトリンゴ             | ことりんご             | 幸腹グラフィティ、この世界の片隅に、同居人はひざ、時々、頭のうえ。、小林さんちのメイドラゴン（第2期） |
| 小西香葉               | こにし・かよう         | 夢で逢えたら、Cosmic Baton Girl コメットさん☆、エルフェンリート、怪異と乙女と神隠し |
| 小西貴雄               | こにし・たかお         | ウルトラマンギンガ、ウルトラマンギンガS、ウルトラマンX、ウルトラマンオーブ |
| 小森昭宏               | こもり・あきひろ       | 勇者ライディーン、アストロガンガー、超人戦隊バラタック、忍者キャプター |
| 小森茂生               | こもり・しげお         | 新世界より、ハイスクール・フリート、妖怪アパートの幽雅な日常、くまクマ熊ベアー、戦翼のシグルドリーヴァ |
| 小林亜星               | こばやし・あせい       | ロボット110番 |
| 小林信吾               | こばやし・しんご       | HARELUYA II BØY |
| 小林秀聡               | こばやし・ひであき     | サブマリン707R |
| 小室哲哉               | こむろ・てつや         | 吸血鬼ハンターD（OVA）、ストリートファイターII MOVIE、エルマーの冒険、サイボーグ009 THE CYBORG SOLDIER、ゾイドフューザーズ、パンチライン |
| 是永巧一               | これなが・こういち     | ラブひな、バブルガムクライシス TOKYO 2040 |
| 小六禮次郎             | ころく・れいじろう     | 新・ど根性ガエル、愛少女ポリアンナ物語、パラソルヘンべえ、New Story of Aura Battler DUNBINE |

### さ行
| 名前                       | よみがな                 | 主要作曲担当作品 |
| -------------------------- | ------------------------ | --- |
| 斎木達彦                   | さいき・たつひこ         | アグレッシブ烈子、乙女ゲームの破滅フラグしかない悪役令嬢に転生してしまった…、カノジョも彼女、ガールガンレディ、魔法使い黎明期、冰剣の魔術師が世界を統べる、悲劇の元凶となる最強外道ラスボス女王は民の為に尽くします。、ツンデレ悪役令嬢リーゼロッテと実況の遠藤くんと解説の小林さん、即死チートが最強すぎて、異世界のやつらがまるで相手にならないんですが。、THE NEW GATE、ハズレ枠の【状態異常スキル】で最強になった俺がすべてを蹂躙するまで、俺は全てを【パリイ】する 〜逆勘違いの世界最強は冒険者になりたい〜、さようなら竜生、こんにちは人生、ロックは淑女の嗜みでして |
| 西郷憲一郎                 | さいごう・けんいちろう   | 妖怪ウォッチ、メガトン級ムサシ |
| 斉藤恒芳                   | さいとう・つねよし       | 朝霧の巫女、蒼穹のファフナー、電脳コイル、仮面ライダーキバ、アイドルマスター XENOGLOSSIA、プリパラ、かげきしょうじょ!! |
| 三枝成章                   | さえぐさ・しげあき       | 鉄腕アトム (アニメ第2作)、機動戦士Ζガンダム（劇場版含む）、機動戦士ガンダムΖΖ、機動戦士ガンダム 逆襲のシャア |
| 酒井良                     | さかい・りょう           | 仙界伝 封神演義、妖しのセレス、キノの旅、流星戦隊ムスメット、W〜ウィッシュ〜、ふしぎ遊戯（OVA版）、True Love Story Summer Days, and yet... |
| 坂田晃一                   | さかた・こういち         | 母をたずねて三千里、家族ロビンソン漂流記 ふしぎな島のフローネ、南の虹のルーシー |
| 坂部剛                     | さかべ・ごう             | デート・ア・ライブ、そにアニ -SUPER SONICO THE ANIMATION-、仮面ライダーゴースト、バジリスク 〜桜花忍法帖〜、BAKUMATSUクライシス、仮面ライダーゼロワン、舞妓さんちのまかないさん、装甲娘戦機、賢者の弟子を名乗る賢者、ウルトラマントリガー NEW GENERATION TIGA、絆のアリル、王様戦隊キングオージャー、Re:Monster、仮面ライダーガヴ、Aランクパーティを離脱した俺は、元教え子たちと迷宮深部を目指す。、仮面ライダーゼッツ |
| 坂本英城                   | さかもと・ひでき         | モンストアニメ（第1期第1章）、殺戮の天使、文豪とアルケミスト 〜審判ノ歯車〜 |
| 坂本龍一                   | さかもと・りゅういち     | 王立宇宙軍 オネアミスの翼 |
| 相良まさえ                 | さがら・まさえ           | ポコニャン!、ビーストウォーズII 超生命体トランスフォーマー ライオコンボイ危機一髪!、あたしンち（後期シリーズ） |
| 鷺巣詩郎                   | さぎす・しろう           | メガゾーン23、ふしぎの海のナディア、新世紀エヴァンゲリオン（新劇場版含む）、BLEACH、彼氏彼女の事情、ベルセルク（劇場版・TVアニメ第2作）、シン・ゴジラ、SSSS.GRIDMAN、SSSS.DYNAZENON |
| サキタハヂメ               | さきた・はぢめ           | M3〜ソノ黒キ鋼〜 |
| 崎元仁                     | さきもと・ひとし         | ロミオ×ジュリエット、ドルアーガの塔 〜the Aegis of URUK〜 / 〜the Sword of URUK〜、戦場のヴァルキュリア |
| 佐久間奏                   | さくま・かなで           | 乙女ゲームの破滅フラグしかない悪役令嬢に転生してしまった…、悪役令嬢なのでラスボスを飼ってみました、ツンデレ悪役令嬢リーゼロッテと実況の遠藤くんと解説の小林さん、悲劇の元凶となる最強外道ラスボス女王は民の為に尽くします。、カノジョも彼女、即死チートが最強すぎて、異世界のやつらがまるで相手にならないんですが。、ロックは淑女の嗜みでして、友達の妹が俺にだけウザい |
| 櫻井美希                   | さくらい・みき           | アグレッシブ烈子、五等分の花嫁、まちカドまぞく、放課後ていぼう日誌、乙女ゲームの破滅フラグしかない悪役令嬢に転生してしまった…、安達としまむら、カノジョも彼女、女神のカフェテラス、はめつのおうこく、僕の妻は感情がない、太陽よりも眩しい星 |
| 桜庭統                     | さくらば・もとい         | 幻想魔伝 最遊記、スターオーシャンEX、あたしンち（初期シリーズ） |
| ササキオサム               | ささき・おさむ           | ジャヒー様はくじけない!、最近雇ったメイドが怪しい、ラグナクリムゾン、佐々木とピーちゃん、夜桜さんちの大作戦 |
| 笹路正徳                   | ささじ・まさのり         | 超力ロボ ガラット、名犬ラッシー |
| 佐高陵平                   | さたか・りょうへい       | RELEASE THE SPYCE、なりヒロwww、D4DJ First Mix、Do It Yourself!! -どぅー・いっと・ゆあせるふ-、夢見る男子は現実主義者、嘆きの亡霊は引退したい、九龍ジェネリックロマンス |
| 佐藤健                     | さとう・けん             | 超時空騎団サザンクロス |
| 佐藤天平                   | さとう・てんぺい         | 魔界戦記ディスガイア、いつかのメイン |
| 佐藤直紀                   | さとう・なおき           | 出撃!マシンロボレスキュー、交響詩篇エウレカセブン、プリキュアシリーズ（『初代』〜『5GoGo』まで）、超速変形ジャイロゼッター、暗殺教室 |
| 佐藤勝                     | さとう・まさる           | 地球へ…（劇場版） |
| 佐野広明                   | さの・ひろあき           | 魔法少女リリカルなのは、セキレイ、DOG DAYSシリーズ |
| 佐橋俊彦                   | さはし・としひこ         | ゲンジ通信あげだま、クッキングパパ、赤ずきんチャチャ、激走戦隊カーレンジャー、こちら葛飾区亀有公園前派出所、ウルトラマンガイア、HUNTER×HUNTER（TVアニメ第1作、OVAシリーズ）、仮面ライダークウガ、機動戦士ガンダムSEED、フルメタル・パニック!シリーズ、THE ビッグオー、ウルトラマンメビウス、仮面ライダー電王、大魔神カノン、大決戦!超ウルトラ8兄弟、聖闘士星矢Ω、獣電戦隊キョウリュウジャー、仮面ライダージオウ、デジモンアドベンチャー:、天才王子の赤字国家再生術、仮面ライダーギーツ、聖者無双〜サラリーマン、異世界で生き残るために歩む道〜                             |
| 澤口和彦                   | さわぐち・かずひこ       | GAD GUARD |
| 沢田完                     | さわだ・かん             | ドラえもん（2005年以降）、スージーちゃんとマービー、弱虫ペダル、ゴジラ S.P ＜シンギュラポイント＞、ナンバーワン戦隊ゴジュウジャー |
| 澤野弘之                   | さわの・ひろゆき         | Soul Link、夜明け前より瑠璃色な 〜Crescent Love〜、機神大戦ギガンティック・フォーミュラ、ZOMBIE-LOAN、戦国BASARAシリーズ、機動戦士ガンダムUC、青の祓魔師、ギルティクラウン、進撃の巨人、キルラキル、アルドノア・ゼロ、七つの大罪、終わりのセラフ、甲鉄城のカバネリ、Re:CREATORS、プロメア、機動戦士ガンダムNT、キングダム（第3期以降）、86-エイティシックス-、機動戦士ガンダム 閃光のハサウェイ、群青のファンファーレ、バブル、俺だけレベルアップな件、メカウデ、TO BE HERO X、Fate/strange Fake                                                                           |
| ハイム・サバン             | Haim Saban               | ガジェット警部、魔法少女レインボーブライト、スパイダーマン |
| Jimmynah Kei               | ジミナー・ケイ           | ろくでなしBLUES、孔雀王、伝説の国王を探せ |
| CMJK                       | シーエムジェイケイ       | ニートくノ一となぜか同棲はじめました |
| 椎名KAY太                  | しいな・けいた           | 満月をさがして、無限戦記ポトリス、モンキー・パンチ 漫画活動大写真 |
| 椎名豪                     | しいな・ごう             | 京騒戯画（OVA第2期、TVシリーズ）、GOD EATER、Dimension W、十二大戦、鬼滅の刃、永遠の831、ひきこまり吸血姫の悶々 |
| 篠原敬介                   | しのはら・けいすけ       | ピアノの森、あらしのよるに |
| 澁江夏奈                   | しぶえ・かな             | 昭和元禄落語心中、デビルズライン、佐々木と宮野、AYAKA -あやか- |
| 下村陽子                   | しもむら・ようこ         | DAN DOH!!、極上生徒会、ハイスコアガール、聖剣伝説 Legend of Mana -The Teardrop Crystal-、魔法使いになれなかった女の子の話 |
| ウィンストン・シャープルス | Winston Sharples         | フィリックス・ザ・キャット、ガリバー旅行記 (1939年の映画)、ポパイ、スーパーマン (1940年代のアニメ映画)、出てこいキャスパー） |
| Jun Futamata               | じゅん・ふたまた         | REVENGER |
| 東海林修                   | しょうじ・おさむ         | The・かぼちゃワイン、さよなら銀河鉄道999 アンドロメダ終着駅、コブラ（劇場版） |
| 白戸佑輔                   | しらと・ゆうすけ         | 逆転世界ノ電池少女、最遊記RELOAD -ZEROIN-、くノ一ツバキの胸の内、凍牌〜裏レート麻雀闘牌録〜、Sランクモンスターの《ベヒーモス》だけど、猫と間違われてエルフ娘の騎士として暮らしてます |
| 神保正明                   | じんぼ・まさあき         | タイムボカンシリーズ、ゴールドライタン、闘士ゴーディアン、ドン・ドラキュラ |
| 周防義和                   | すおう・よしかず         | 魔法少女プリティサミー、天使になるもんっ!、カスミン、忘却の旋律、柚木さんちの四兄弟。 |
| 末廣健一郎                 | すえひろ・けんいちろう   | LINE TOWN、宇宙パトロールルル子、Re:ゼロから始める異世界生活、ゴールデンカムイ、はたらく細胞、深夜!天才バカボン、ゴブリンスレイヤー、炎炎ノ消防隊、ダーウィンズゲーム、シャドーハウス、異世界おじさん、ウルトラマンデッカー、陰の実力者になりたくて!、恋愛フロップス、アンデッドアンラック、豚のレバーは加熱しろ、少女終末旅行、異世界スーサイド・スクワッド、異世界失格、メイクアガール、転生した大聖女は、聖女であることをひた隠す、黄泉のツガイ |
| すぎやまこういち           | すぎやま・こういち       | サイボーグ009（新）、伝説巨神イデオン、DRAGON QUEST -ダイの大冒険- |
| 杉山卓夫                   | すぎやま・たくお         | めぞん一刻 |
| 鈴木暁也                   | すずき・あきなり         | 爆丸シリーズ(『爆丸アーマードアライアンス』～『爆丸レジェンズ』)、ランウェイで笑って、巨蟲列島、ケンガンアシュラ、SHOW BY ROCK!! STARS!!、回復術士のやり直し、アルスの巨獣 |
| 鈴木慶一                   | すずき・けいいち         | 東京ゴッドファーザーズ、Dororonえん魔くん メ〜ラめら、化け猫あんずちゃん |
| 鈴木さえ子                 | すずき・さえこ           | ケロロ軍曹、輪廻のラグランジェ、マクロスΔ |
| 鈴木豪                     | すずき・すぐる           | ビット・ザ・キューピッド |
| 鈴木Daichi秀行             | すずき・だいち・ひでゆき | イッパツ危機娘 |
| 鈴木武生                   | すずき・たけお           | それゆけ!宇宙戦艦ヤマモト・ヨーコ |
| 鈴木宏昌                   | すずき・ひろまさ         | 海のトリトン、若草のシャルロット |
| カール・スターリング       | Carl W. Stalling         | ミッキー・マウス、シリー・シンフォニー、ルーニー・テューンズ、メリー・メロディーズ |
| 須藤賢一                   | すどう・けんいち         | サイレントメビウス（テレビアニメ版）、真ゲッターロボ、激闘!クラッシュギアTURBO、魔装機神サイバスター、君が望む永遠 |
| 須磨邦雄                   | すま・くにお             | 魁!!クロマティ高校 |
| 住友紀人                   | すみとも・のりひと       | 屍姫、ドラゴンボールZ 神と神、ドラゴンボール改（第2期）、ドラゴンボール超、MIX、新幹線変形ロボ シンカリオンZ、め組の大吾 救国のオレンジ |
| 瀬尾祐介                   | せお・ゆうすけ           | ソードアート・オンライン オルタナティブ ガンゲイル・オンライン（Starving Trancer名義）、カワイスギクライシス、THE MARGINAL SERVICE、ダークギャザリング、アンダーニンジャ、結婚するって、本当ですか、俺は星間国家の悪徳領主! |
| 瀬川英史                   | せがわ・えいし           | バトルスピリッツシリーズ（少年激覇ダン以降）、うしおととら（TVシリーズ）、烏は主を選ばない |
| 関美奈子                   | せき・みなこ             | キングダム、ブラッククローバー |
| 芹澤廣明                   | せりざわ・ひろあき       | タッチ、陽あたり良好!、飛べ!イサミ |
| 千住明                     | せんじゅ・あきら         | ママは小学4年生、機動戦士Vガンダム、B'T-X、鋼の錬金術師 FULLMETAL ALCHEMIST、革命機ヴァルヴレイヴ |
| 曽根幸明                   | そね・こうめい           | 釣りキチ三平 |

### た行
| 名前                 | よみがな             | 主要作曲担当作品 |
| -------------------- | -------------------- | --- |
| DYES IWASAKI         | だいす・いわさき     | ONE PIECE FILM RED |
| ブライアン・タイラー | Brian Tyler          | 超ロボット生命体 トランスフォーマー プライム、 ザ・スーパーマリオブラザーズ・ムービー |
| 高尾奏之介           | たかお・そうのすけ   | 道産子ギャルはなまらめんこい |
| 高木洋               | たかき・ひろし       | 冒険王ビィト、超星艦隊セイザーX、Saint October、怪談レストラン、侍戦隊シンケンジャー、AKB0048、京騒戯画（OVA第1期）、プリキュアシリーズ（『ドキドキ!』～『魔法つかい』まで）、幕末義人伝 浪漫、デンキ街の本屋さん、快盗戦隊ルパンレンジャーVS警察戦隊パトレンジャー、おしりたんてい、千銃士、地縛少年花子くん、仮面ライダーガッチャード、特装合体ロボ ジョブレイバー、仮面ライダーゼッツ、素材採取家の異世界旅行記 |
| 高木隆次             | たかぎ・りゅうじ     | ナースウィッチ小麦ちゃんマジカルて、無敵看板娘、ケメコデラックス!、迷い猫オーバーラン!、よんでますよ、アザゼルさん。 |
| 高崎晃               | たかさき・あきら     | ジーンシャフト |
| たかしまあきひこ     | たかしま・あきひこ   | 草原の少女ローラ、パーマン（新） |
| 高田弘               | たかだ・ひろし       | 魔法のプリンセス ミンキーモモ、トンデラハウスの大冒険 |
| 高田龍一             | たかだ・りゅういち   | THE IDOLM@STER（2011年TVシリーズ）、涼宮ハルヒの消失、黄昏乙女×アムネジア、サーバント×サービス、電波教師、池袋ウエストゲートパーク、最果てのパラディン、サマータイムレンダ、シャングリラ・フロンティア、魔神創造伝ワタル、鬼人幻燈抄、中禅寺先生物怪講義録 先生が謎を解いてしまうから。、TO BE HERO X、転生悪女の黒歴史 |
| 高梨康治             | たかなし・やすはる   | 爆転シュート ベイブレード Gレボリューション、地獄少女、瀬戸の花嫁、地球へ…（TV版）、モノノ怪、NARUTO -ナルト- 疾風伝、BORUTO-ボルト- -NARUTO NEXT GENERATIONS-、FAIRY TAIL、プリキュアシリーズ（『フレッシュ』〜『スマイル』まで）、べるぜバブ、ファンタジスタドール、ログ・ホライズン、美少女戦士セーラームーンCrystal、俺、ツインテールになります。、新妹魔王の契約者、SHOW BY ROCK!!、タイガーマスクW、エルドライブ【elDLIVE】、キリングバイツ、ゲゲゲの鬼太郎(第6期)、爆丸シリーズ(『爆丸バトルプラネット』～『爆丸レジェンズ』)、ゾンビランドサガ、ケンガンアシュラ、超星神グランセイザー、幻星神ジャスティライザー、ウルトラマンR/B、無能なナナ、終末のワルキューレ、月が導く異世界道中、東京ミュウミュウ にゅ〜♡、BASTARD!! -暗黒の破壊神-、転生したら剣でした、ブッチギレ!、異世界のんびり農家、魔法少女にあこがれて、キン肉マン 完璧超人始祖編、片田舎のおっさん、剣聖になる、機械じかけのマリー |
| 高橋哲也             | たかはし・てつや     | VIPER'S CREED、アイアンマン（2010年TVシリーズ）、ブレイド、X-MEN（2011年TVシリーズ）、ケムリクサ、老後に備えて異世界で8万枚の金貨を貯めます |
| 高橋諒               | たかはし・りょう     | レガリア The Three Sacred Stars、ACCA13区監察課、ようこそ実力至上主義の教室へ（第1期）、ありふれた職業で世界最強、警視庁 特務部 特殊凶悪犯対策室 第七課 -トクナナ-、アルゴナビス from BanG Dream!、スケートリーディング☆スターズ、SK∞ エスケーエイト、吸血鬼すぐ死ぬ、ヒーラー・ガール、咲う アルスノトリア すんっ!、人間不信の冒険者たちが世界を救うようです、HIGH CARD、ワールドダイスター、WIND BREAKER、GUILTY GEAR STRIVE: DUAL RULERS、信じていた仲間達にダンジョン奥地で殺されかけたがギフト『無限ガチャ』でレベル9999の仲間達を手に入れて元パーティーメンバーと世界に復讐&『ざまぁ!』します!、「お前ごときが魔王に勝てると思うな」と勇者パーティを追放されたので、王都で気ままに暮らしたい |
| 高濱祐輔             | たかはま・ゆうすけ   | HAPPY★LESSON |
| 滝澤俊輔             | たきざわ・しゅんすけ | 100%パスカル先生、僕の彼女がマジメ過ぎるしょびっちな件、旗揚!けものみち、君のことが大大大大大好きな100人の彼女、ワンルーム、日当たり普通、天使つき。、勇者刑に処す 懲罰勇者9004隊刑務記録 |
| 宅見将典             | たくみ・まさのり     | 恋風、げんしけん、ピーチガール、涼風、CLAYMORE、ウィッチブレイド |
| 武市昌久             | たけいち・まさひさ   | UFO戦士ダイアポロン、百獣王ゴライオン |
| タケカワユキヒデ     | たけかわ・ゆきひで   | ユニコ 黒い雲と白い羽、とんでモン・ペ、銀河鉄道999 for PLANETARIUM |
| 多田彰文             | ただ・あきふみ       | セラフィムコール、FF：U 〜ファイナルファンタジー:アンリミテッド〜、ヤミと帽子と本の旅人、キャプテン翼（TVシリーズ第3作）、月は東に日は西に 〜Operation Sanctuary〜、うえきの法則、魔術士オーフェン（後期シリーズ）、となりの関くん、グラゼニ、SUPER SHIRO、ぐんまちゃん、野原ひろし 昼メシの流儀 |
| 橘麻美               | たちばな・あさみ     | ダーリン・イン・ザ・フランキス、ソラとウミのアイダ、スター☆トゥインクルプリキュア、憂国のモリアーティ、後宮の烏、異世界マンチキン -HP1のままで最強最速ダンジョン攻略- |
| 立山秋航             | たてやま・あきゆき   | ヒーローバンク、下ネタという概念が存在しない退屈な世界、くまみこ、けものフレンズ、アイドル事変、ゆるキャン△、ぱすてるメモリーズ、かいじゅうステップ ワンダバダ、川柳少女、現実主義勇者の王国再建記、異世界でチート能力を手にした俺は、現実世界をも無双する〜レベルアップは人生を変えた〜、月刊モー想科学、逃げ上手の若君、きのこいぬ、黒岩メダカに私の可愛いが通じない、ある魔女が死ぬまで、コウペンちゃん |
| 田中公平             | たなか・こうへい     | 超新星フラッシュマン、エスパー魔美、笑ゥせぇるすまん、アニメ三銃士、勇者エクスカイザー、絶対無敵ライジンオー、機動武闘伝Gガンダム、機動戦士ガンダム 第08MS小隊、勇者王ガオガイガー、ONE PIECE、OVERMANキングゲイナー、トップをねらえ!シリーズ、炎の転校生、サクラ大戦シリーズ、かいけつゾロリシリーズ、ガイストクラッシャー、エンドライド、プラネット・ウィズ、バック・アロウ、D CIDE TRAUMEREI THE ANIMATION、グレンダイザーU |
| タニウチヒデキ       | たにうち・ひでき     | 闘牌伝説アカギ 〜闇に舞い降りた天才〜、逆境無頼カイジ |
| 谷ナオキ             | たに・なおき         | 探偵はもう、死んでいる。、踏切時間、パーティーから追放されたその治癒師、実は最強につき、菜なれ花なれ |
| 田渕夏海             | たぶち・なつみ       | 城下町のダンデライオン、クロックワーク・プラネット、五等分の花嫁、乙女ゲームの破滅フラグしかない悪役令嬢に転生してしまった…、安達としまむら、冰剣の魔術師が世界を統べる、ツンデレ悪役令嬢リーゼロッテと実況の遠藤くんと解説の小林さん、星降る王国のニナ、悪役令嬢転生おじさん、ロックは淑女の嗜みでして、太陽よりも眩しい星 |
| 玉麻尚一             | たま・しょういち     | クマのプー太郎 |
| 近田春夫             | ちかだ・はるお       | 悪魔と姫ぎみ |
| チト河内             | ちと・かわち         | ニルスのふしぎな旅、らんぽう |
| フランク・チャーチル | Frank Churchill      | シリー・シンフォニー、白雪姫 (1937年の映画)、ピノキオ (1940年の映画) |
| 辻陽                 | つじ・よう           | ツヨシしっかりしなさい、あずきちゃん、かみちゃまかりん、ダンタリアンの書架、鴨乃橋ロンの禁断推理、誰ソ彼ホテル |
| 筒井広志             | つつい・ひろし       | オバケのQ太郎（第1作）、快傑ライオン丸、超電磁ロボ コン・バトラーV、超電磁マシーン ボルテスV、未来ロボ ダルタニアス、花の子ルンルン、宇宙大帝ゴッドシグマ、怪物くん（第2作）、ロボット8ちゃん、フクちゃん、Bugってハニー、プロゴルファー猿 |
| 堤博明               | つつみ・ひろあき     | アオハライド、クロムクロ、sin 七つの大罪、モンストアニメ（第3期）、ロクでなし魔術講師と禁忌教典、潔癖男子!青山くん、からかい上手の高木さん、アニマエール!、あひるの空、Dr.STONE、ペット、呪術廻戦（第1期）、神達に拾われた男、東京リベンジャーズ、恋と呼ぶには気持ち悪い、先輩がうざい後輩の話、可愛いだけじゃない式守さん、ノケモノたちの夜、ようこそ実力至上主義の教室へ（第2期以降）、ポーション頼みで生き延びます!、バーテンダー 神のグラス、2.5次元の誘惑、時々ボソッとロシア語でデレる隣のアーリャさん、来世は他人がいい、勇者パーティーを追放された白魔導師、Sランク冒険者に拾われる 〜この白魔導師が規格外すぎる〜、BULLET/BULLET、ひゃくえむ。 |
| つのごうじ           | つの・ごうじ         | 鬼神童子ZENKI、爆走兄弟レッツ&ゴー!!、むしむしQ |
| 坪能克裕             | つぼのう・かつひろ   | 聖戦士ダンバイン |
| ヴィンス・ディコーラ | Vince DiCola         | トランスフォーマー ザ・ムービー |
| 手使海ユトロ         | てしかい・ゆとろ     | 機甲創世記モスピーダ、Gu-Guガンモ、あんみつ姫、かりあげクン ※旧名義：小笠原寛 |
| 手塚理               | てづか・おさむ       | 赤ずきんチャチャ、楽しいウイロータウン、スレイヤーズ（TVシリーズ）、マスターモスキートンシリーズ、メダロット、ポピーザぱフォーマー、ぽぽたん、ガイキング LEGEND OF DAIKU-MARYU、波打ち際のむろみさん |
| DE DE MOUSE          | デデ・マウス         | ワンダーエッグ・プライオリティ、山田くんとLv999の恋をする |
| TeddyLoid            | テディロイド         | パンティ&ストッキングwithガーターベルト、メカクシティアクターズ、東島丹三郎は仮面ライダーになりたい |
| 鶴来正基             | つるぎ・まさき       | マーメイドメロディー ぴちぴちピッチシリーズ |
| 都留教博             | つる・のりひろ       | アルスラーン戦記、みどりの守り神、3丁目のタマ おねがい!モモちゃんを捜して!!、人形草紙あやつり左近 |
| 寺田志保             | てらだ・しほ         | 絶対防衛レヴィアタン、プリキュアシリーズ（『ヒープリ』〜『デパプリ』まで）、ゲッターロボ アーク |
| 寺嶋民哉             | てらしま・たみや     | 魔法少女隊アルス、夢使い、ゲド戦記、聖剣の刀鍛冶 |
| デニス・マーティン   | DENNIS MARTIN        | 頭文字D Fourth stage |
| 照井順政             | てるい・よしまさ     | 呪術廻戦、機動戦士Gundam GQuuuuuuX |
| 出羽良彰             | でわ・よしあき       | AMNESIA、ふらいんぐうぃっち、色づく世界の明日から、アイ★チュウ、Tokyo 7th シスターズ -僕らは青空になる-、白い砂のアクアトープ、平穏世代の韋駄天達、よふかしのうた、地獄楽、真・侍伝 YAIBA、えぶりでいホスト |
| 天門                 | てんもん             | 秒速5センチメートル、efシリーズ、徒然チルドレン |
| サミー・ティンバーグ | Sammy Timberg        | ベティ・ブープ、ポパイ、ガリバー旅行記 (1939年の映画)、スーパーマン (1940年代のアニメ映画)、バッタ君町に行く |
| tofubeats            | トーフビーツ         | 北極百貨店のコンシェルジュさん、正反対な君と僕 |
| 得田真裕             | とくだ・まさひろ     | 戦国BASARA Judge End、重神機パンドーラ、デカダンス、キングスレイド 意志を継ぐものたち、セスタス -The Roman Fighter-、プラチナエンド、ウルトラマンデッカー、ブルバスター、異修羅、君は冥土様。、陰陽廻天 Re:バース、永久のユウグレ |
| 徳永暁人             | とくなが・あきひと   | ドラゴンボールGT、ドラゴンボール 最強への道 |
| 戸田信子             | とだ・のぶこ         | 一週間フレンズ。、甘々と稲妻、ULTRAMAN、攻殻機動隊 SAC_2045、宝石商リチャード氏の謎鑑定、RWBY 氷雪帝国、オーイ! とんぼ ※別名義：戸田色音 |
| 戸塚修               | とつか・おさむ       | 星銃士ビスマルク、超獣機神ダンクーガ、鎧伝サムライトルーパー、魔法のエンジェルスイートミント、電光超人グリッドマン |
| 飛沢宏元             | とびさわ・ひろもと   | キャプテン翼（第1作）、超音戦士ボーグマン、獣神ライガー、どっきりドクター |
| 冨田勲               | とみた・いさお       | ジャングル大帝、どろろ、キャプテンウルトラ、マイティジャック、千夜一夜物語、ブラックジャック（劇場版） |
| 富永豊               | とみなが・ゆたか     | ガンドレス |
| Tom-H@ck             | とむ・はっく         | 僕は友達が少ない、ヤマノススメ、うちタマ?! 〜うちのタマ知りませんか?〜 |
| 外山和彦             | とやま・かずひこ     | 新キューティーハニー、ヱデンズボゥイ、それゆけ!宇宙戦艦ヤマモト・ヨーコ、ドラゴンクエスト『勇者アベル伝説』、鳥人戦隊ジェットマン |
| 鳥山雄司             | とりやま・ゆうじ     | 鋼鉄三国志 |

### な行
| 名前               | よみがな             | 主要作曲担当作品 |
| ------------------ | -------------------- | --- |
| 内藤慎也           | ないとう・しんや     | しましまとらのしまじろう |
| 長岡成貢           | ながおか・せいこう   | 天地無用!、太陽の船 ソルビアンカ、デュアル!ぱられルンルン物語、小さな巨人ミクロマン、ぷちぷり*ユーシィ、宇宙のステルヴィア、これが私の御主人様、ストライクウィッチーズシリーズ、トータル イクリプス、花の詩女 ゴティックメード、棺姫のチャイカ |
| 中川孝             | なかがわ・こう       | バジリスク 〜甲賀忍法帖〜 |
| 中川幸太郎         | なかがわ・こうたろう | 百獣戦隊ガオレンジャー、スクライド、プラネテス、ふしぎ星の☆ふたご姫シリーズ、ガン×ソード、コードギアス 反逆のルルーシュ、ハヤテのごとく!（旧TVシリーズ）、仮面ライダーW、仮面ライダーディケイド、仮面ライダーオーズ/OOO、GOSICK、轟轟戦隊ボウケンジャー、絶対可憐チルドレンシリーズ、仮面ライダーウィザード、デビルサバイバー2、遊☆戯☆王ARC-V、仮面ライダードライブ、監獄学園、アクティヴレイド -機動強襲室第八係-、デジモンユニバース アプリモンスターズ、博多豚骨ラーメンズ、仮面ライダーリバイス、BIRDIE WING -Golf Girls' Story-、風都探偵、逃走中 グレートミッション、英雄教室、BLOODY ESCAPE -地獄の逃走劇- |
| 中川俊郎           | なかがわ・としろう   | パタパタ飛行船の冒険 |
| 長嶌寛幸           | ながしま・ひろゆき   | MEMORIES EPISODE.3 大砲の街 |
| 中島ノブユキ       | なかじま・のぶゆき   | たまゆら |
| 永田茂             | ながた・しげる       | ここはグリーンウッド、海がきこえる |
| 中田ヤスタカ       | なかた・やすたか     | バーチャルさんはみている、ONE PIECE FILM RED |
| 中塚武             | なかつか・たけし     | アラド戦記、BROTHERS CONFLICT、その着せ替え人形は恋をする、史上最強の大魔王、村人Aに転生する、履いてください、鷹峰さん |
| 中西亮輔           | なかにし・りょうすけ | 黒子のバスケ（第1期）、ハイスクールD×Dシリーズ、はたらく魔王さま！、健全ロボ ダイミダラー、メカクシティアクターズ、かみさまみならい ヒミツのここたま、ばくおん!!、究極進化したフルダイブRPGが現実よりもクソゲーだったら、CUE! |
| 中橋孝晃           | なかはし・たかあき   | ピーチボーイリバーサイド、180秒で君の耳を幸せにできるか?、完璧すぎて可愛げがないと婚約破棄された聖女は隣国に売られる、悪食令嬢と狂血公爵 |
| 中村暢之           | なかむら・のぶゆき   | ちびまる子ちゃん、魔法陣グルグル、南国少年パプワくん、ムカムカパラダイス |
| 中村巴奈重         | なかむら・はなえ     | うらら迷路帖、アグレッシブ烈子、コンビニカレシ、五等分の花嫁、乙女ゲームの破滅フラグしかない悪役令嬢に転生してしまった…、安達としまむら、悲劇の元凶となる最強外道ラスボス女王は民の為に尽くします。、即死チートが最強すぎて、異世界のやつらがまるで相手にならないんですが。、魔女と野獣、変人のサラダボウル、さようなら竜生、こんにちは人生、友達の妹が俺にだけウザい |
| 中村由利子         | なかむら・ゆりこ     | 人形草紙あやつり左近、妖精王、火宵の月〜秋狂言〜、星をかった日 |
| 中山真斗           | なかやま・まさと     | 君と僕。、となりの怪物くん、魔法少女なんてもういいですから。、Cutie Honey Universe、ぼくたちは勉強ができない、クールドジ男子、SYNDUALITY Noir、新しい上司はど天然 |
| 七瀬光             | ななせ・ひかる       | ギャラクシーエンジェル、超重神グラヴィオン、鉄甲機ミカヅキ、IS 〈インフィニット・ストラトス〉、中二病でも恋がしたい！、境界の彼方※伊藤真澄の別名義 |
| NARASAKI           | ならさき             | Paradise Kiss、はなまる幼稚園（Sadesper Record名義）、デッドマン・ワンダーランド、UN-GO、私がモテないのはどう考えてもお前らが悪い!（Sadesper Record名義）、楽園追放 -Expelled from Paradise-、覆面系ノイズ（Sadesper Record名義）、BEATLESS、ウルトラマンオメガ |
| 成田旬             | なりた・しゅん       | ダークギャザリング、望まぬ不死の冒険者、Übel Blatt〜ユーベルブラット〜、俺は星間国家の悪徳領主!、うたごえはミルフィーユ、気絶勇者と暗殺姫、カヤちゃんはコワくない |
| 鳴瀬シュウヘイ     | なるせ・しゅうへい   | ロックマンエグゼシリーズ、仮面ライダーディケイド、仮面ライダーW、仮面ライダーフォーゼ、SKET DANCE、仮面ライダードライブ、風都探偵 |
| 難波弘之           | なんば・ひろゆき     | 創竜伝、桃太郎伝説、トランスフォーマー カーロボット、DTエイトロン |
| テッド・ニコルズ   | Ted Nichols          | 秘密探偵クルクル、原始家族フリントストーン、宇宙忍者ゴームズ、電子鳥人Uバード、チキチキマシン猛レース、ペネロッピー絶体絶命 |
| 西木康智           | にしき・やすのり     | オレカバトル、アズールレーン、シャインポスト |
| 西田マサラ         | にしだ・まさら       | あぃまぃみぃ!ストロベリー・エッグ、爆裂天使、シティーハンター、ちょこっとSister |
| 西村麻聡           | にしむら・まさとし   | 横山光輝 三国志 |
| 西脇辰弥           | にしわき・たつや     | まりあ†ほりっく |
| 新田一郎           | にった・いちろう     | ダロス、ななこSOS、エリア88、電脳警察サイバーコップ |
| ヨハネス・ニルソン | Johannes Nilsson     | 巨蟲列島、爆丸シリーズ(『爆丸アーマードアライアンス』～『爆丸レジェンズ』)、回復術士のやり直し、異世界のんびり農家、魔法少女にあこがれて、機械じかけのマリー |
| 根岸貴幸           | ねぎし・たかゆき     | カードキャプターさくら、F-ZERO ファルコン伝説、東京ミュウミュウ、成恵の世界、いちご100%（TVシリーズ）、カードファイト!! ヴァンガードシリーズ、ガイストクラッシャー |
| 信田かずお         | のぶた・かずお       | 真ゲッターロボ対ネオゲッターロボ、魔装機神サイバスター、こみっくパーティー（TVシリーズ第1期）、新ゲッターロボ |
| 野見祐二           | のみ・ゆうじ         | 耳をすませば、猫の恩返し、ぼくらの、聖剣学院の魔剣使い |

### は行
| 名前                   | よみがな                 | 主要作曲担当作品 |
| ---------------------- | ------------------------ | --- |
| リー・ハーライン       | Leigh Harline            | 白雪姫 (1937年の映画)、ピノキオ (1940年の映画)、バッタ君町に行く |
| 蓜島邦明               | はいしま・くにあき       | ツヨシしっかりしなさい、ネオランガ、ガサラキ、エイリアン9、マクロスゼロ、ウルトラマンマックス、仮面ライダーカブト、仮面ライダーアマゾンズ |
| 萩田光男               | はぎた・みつお           | 巨神ゴーグ、ロードス島戦記、機動戦士ガンダム0083 |
| 羽毛田丈史             | はけた・たけふみ         | 無人惑星サヴァイヴ |
| 橋口佳奈               | はしぐち・かな           | A3!、乙女ゲー世界はモブに厳しい世界です、ノケモノたちの夜、マジック・メイカー 〜異世界魔法の作り方〜、対ありでした。 〜お嬢さまは格闘ゲームなんてしない〜 |
| 橋本一子               | はしもと・いちこ         | ラーゼフォン、コードギアス 亡国のアキト |
| 橋本由香利             | はしもと・ゆかり         | かなめも、とらドラ!、おまもりひまり、転るピングドラム、まよチキ!、さんかれあ、うぽって!!、ささみさん@がんばらない、クッキンアイドル アイ!マイ!まいん!（共作）、彼女がフラグをおられたら、それが声優!、おそ松さん、3月のライオン、ひなこのーと、多田くんは恋をしない、刀使ノ巫女、さらざんまい、ダンベル何キロ持てる?、かくしごと、魔王城でおやすみ、真の仲間じゃないと勇者のパーティーを追い出されたので、辺境でスローライフすることにしました、古見さんは、コミュ症です。、永久少年 Eternal Boys、実は俺、最強でした?、ゆびさきと恋々、全修。、ウィッチウォッチ、ぐらんぶる（第2期）、顔に出ない柏田さんと顔に出る太田君                                                                                         |
| 蓮実重臣               | はすみ・しげおみ         | ささめきこと |
| 長谷川智樹             | はせがわ・ともき         | 魔法のプリンセス ミンキーモモ 夢を抱きしめて、元気爆発ガンバルガー、熱血最強ゴウザウラー、ごくせん、さよなら絶望先生、クッキンアイドル アイ!マイ!まいん!（共作）、団地ともお、普通の女子校生が【ろこどる】やってみた。、やくならマグカップも、30歳まで童貞だと魔法使いになれるらしい、じいさんばあさん若返る、出禁のモグラ |
| 畑亜貴                 | はた・あき               | あずまんが大王、D.C. 〜ダ・カーポ〜、舞-HiME、ギャラクシーエンジェる〜ん、涼宮ハルヒの憂鬱、らき☆すた |
| はたけ                 | はたけ                   | 魔術士オーフェン |
| 服部克久               | はっとり・かつひさ       | トム・ソーヤーの冒険、ワンワン三銃士、家なき子レミ、星界の戦旗シリーズ、無限のリヴァイアス、アルジェントソーマ |
| 服部隆之               | はっとり・たかゆき       | 機動戦艦ナデシコ、バトルアスリーテス大運動会、シスタープリンセス、陸上防衛隊まおちゃん、大正野球娘。、CØDE:BREAKER、機動戦士ガンダム THE ORIGIN、ID-0、GODZILLA（アニメ映画）、ドラえもん映画作品（『宝島』〜）、機動戦士ガンダム ククルス・ドアンの島 |
| 羽岡佳                 | はねおか・けい           | 魔探偵ロキ RAGNAROK、tactics、ToHeart2、ネギま!?（OVA版含む）、ぱにぽにだっしゅ！、素敵探偵ラビリンス、今日の5の2（TVシリーズ）、ひまわりっ!、れでぃ×ばと!、変ゼミ、烈車戦隊トッキュウジャー、終物語、かぐや様は告らせたい〜天才たちの恋愛頭脳戦〜、この音とまれ!、うらみちお兄さん、経験済みなキミと、経験ゼロなオレが、お付き合いする話。、出来損ないと呼ばれた元英雄は、実家から追放されたので好き勝手に生きることにした、公女殿下の家庭教師、笑顔のたえない職場です。 |
| 羽田健太郎             | はねだ・けんたろう       | 宝島、宇宙戦士バルディオス、スペースコブラ、超時空要塞マクロス、超時空世紀オーガス、はだしのゲン、爆竜戦隊アバレンジャー、機甲戦記ドラグナー |
| 羽深由理               | はぶか・ゆり             | 目玉焼きの黄身 いつつぶす?、宇宙なんちゃら こてつくん、夫婦以上、恋人未満。、前橋ウィッチーズ |
| 浜渦正志               | はまうず・まさし         | クラシカロイド |
| 浜口史郎               | はまぐち・しろう         | ああっ女神さまっ、クレヨンしんちゃん（映画）、ONE PIECE、ぼくの孫悟空、FF：U 〜ファイナルファンタジー:アンリミテッド〜、ガールズ&パンツァー、問題児たちが異世界から来るそうですよ?、SHIROBAKO、飛空士シリーズ、放課後のプレアデス（TVシリーズ）、荒野のコトブキ飛行隊 |
| はまたけし             | はまたけし               | こばと。、まおゆう魔王勇者、アイドルタイムプリパラ、若おかみは小学生!、手品先輩、謎解きはディナーのあとで |
| はやしこば             | はやしこば               | カバトット、かいけつタマゴン、とんでも戦士ムテキング、ダッシュ勝平 |
| 林一                   | はやし・はじめ           | ウメ星デンカ |
| 林祐介                 | はやし・ゆうすけ         | 人間交差点、ビューティフル ジョー |
| 林ゆうき               | はやし・ゆうき           | ブラッドラッド、ガンダムビルドファイターズ、ハイキュー!!、DRAMAtical Murder、僕のヒーローアカデミア、プリキュアシリーズ（『プリアラ』〜『スタプリ』まで）、DIVE!!、からくりサーカス、ポケットモンスター（TVシリーズ第7作）、ドラゴンクエスト ダイの大冒険（TVシリーズ第2作）、SHAMAN KING、バクテン!!、ラブオールプレー、勇者パーティーを追放されたビーストテイマー、最強種の猫耳少女と出会う、君は放課後インソムニア、UniteUp!、伊藤潤二『マニアック』、アークナイツ【冬隠帰路/PERISH IN FROST】、ウルトラマンアーク、杖と剣のウィストリア、青のミブロ、妃教育から逃げたい私、メダリスト、SAKAMOTO DAYS、Turkey!、ブスに花束を。                                                                                 |
| 林有三                 | はやし・ゆうぞう         | ビーストウォーズII 超生命体トランスフォーマー、ビーストウォーズネオ 超生命体トランスフォーマー、電脳冒険記ウェブダイバー、電光超特急ヒカリアン、さくら荘のペットな彼女 |
| はらかなこ             | はらかなこ               | ぼくのとなりに暗黒破壊神がいます。、俺だけ入れる隠しダンジョン、日本へようこそエルフさん。 |
| 原田末秋               | はらだ・すえあき         | チャンス〜トライアングルセッション〜、高橋留美子劇場 人魚の森 |
| ハラダタカシ           | はらだ・たかし           | パルムの樹 |
| 原田勝道               | はらだ・かつみち         | 探偵オペラ ミルキィホームズ（アニメ第1作） |
| 坂東祐大               | ばんどう・ゆうた         | ユーリ!!! on ICE、竜とそばかすの姫、怪獣8号 |
| 東大路憲太             | ひがしおおじ・けんた     | SUPER SHIRO、iiiあいすくりん、ビルディバイドシリーズ、英雄王、武を極めるため転生す 〜そして、世界最強の見習い騎士♀〜 |
| 樋口康雄               | ひぐち・やすお           | 小公女セーラ、機動新世紀ガンダムX、リーンの翼 |
| 彦田元気               | ひこた・げんき           | パリピ孔明 |
| 久石譲                 | ひさいし・じょう         | 宮崎駿監督作品（風の谷のナウシカなど）、ろぼっ子ビートン、銀河疾風サスライガー、機甲創世記モスピーダ、さすがの猿飛、炎のアルペンローゼ ジュディ&ランディ、二ノ国 |
| bice                   | びーちぇ                 | まほらば、きらりん☆レボリューション※別名義：アンネ |
| 百石元                 | ひゃっこく・はじめ       | 電脳戦隊ヴギィ'ズ★エンジェル、E'S OTHERWISE、けいおん!、GJ部、NEW GAME!、冴えない彼女の育てかた、ナナマル サンバツ、戦翼のシグルドリーヴァ、mono |
| 日向萌                 | ひゅうが・もえ           | モンストアニメ（第3期）、荒ぶる季節の乙女どもよ。、推しが武道館いってくれたら死ぬ、ヒロインたるもの!〜嫌われヒロインと内緒のお仕事〜、お隣の天使様にいつの間にか駄目人間にされていた件、転生王女と天才令嬢の魔法革命、歴史に残る悪女になるぞ |
| 平岩嘉信               | ひらいわ・よしのぶ       | 甦れ!ウルトラマン、A.D.POLICE、天使のしっぽ、よばれてとびでて!アクビちゃん |
| 平尾昌晃               | ひらお・まさあき         | 宇宙空母ブルーノア |
| 平沢進                 | ひらさわ・すすむ         | DETONATORオーガン、剣風伝記ベルセルク、パプリカ |
| 平野義久               | ひらの・よしひさ         | 七人のナナ、鋼鉄神ジーグ、桜蘭高校ホスト部、マリア様がみてる、ストロベリー・パニック、ブレイク ブレイド、HUNTER×HUNTER（TVシリーズ第2作）、探検ドリランド、トミカハイパーレスキュー ドライブヘッド 機動救急警察、ゾイドワイルド ZERO、EDENS ZERO、Helck |
| ラスマス・フェイバー   | Rasmus Faber             | 学戦都市アスタリスク、はるかなレシーブ、境界戦機 |
| 平間あきひこ           | ひらま・あきひこ         | スーパードール★リカちゃん |
| Funta7                 | ファンタセブン           | ドクタースランプ、SHOW BY ROCK!!、Caligula -カリギュラ-、ゾンビランドサガ |
| 富貴晴美               | ふうき・はるみ           | ピアノの森、ツルネ -風舞高校弓道部-、新米錬金術師の店舗経営、一瞬で治療していたのに役立たずと追放された天才治癒師、闇ヒーラーとして楽しく生きる |
| 深澤秀行               | ふかさわ・ひでゆき       | ビビッドレッド・オペレーション、惡の華、Fate/stay night、活撃刀剣乱舞、オリエント、東京24区、TO BE HERO X、グノーシア |
| 深澤恵梨香             | ふかさわ・えりか         | プリキュアシリーズ（『ひろプリ』〜） |
| 福島祐子               | ふくしま・ゆうこ         | フォルツァ!ひでまる、無限戦記ポトリス、PAPUWA、陰陽大戦記、虫かぶり姫 |
| 福田裕彦               | ふくだ・やすひこ         | 11人いる!、ヘリタコぷーちゃん、こっちむいて!みい子、坂本ですが? |
| 福田康文               | ふくだ・やすふみ         | シュガシュガルーン、MURDER PRINCESS、遊戯王5D's 、遊☆戯☆王ZEXAL、学校のコワイうわさ 花子さんがきた!! |
| 福廣秀一朗             | ふくひろ・しゅういちろう | げんしけん 二代目、曇天に笑う、ザ・ファブル、リンカイ! |
| 藤井裕之               | ふじい・ひろゆき         | 甲虫王者ムシキング、冒険遊記プラスターワールド |
| 藤門太郎               | ふじかど・たろう         | 忍者玉丸、ハード・トーク・カフェ |
| 藤澤健至               | ふじさわ・けんじ         | ヒャッコ、地獄少女 三鼎、こんにちは アン 〜Before Green Gables、OVA WILD ADAPTER、べるぜバブ、ニンジャスレイヤー フロムアニメイシヨン、ナンバカ、バキ、範馬刃牙、回復術士のやり直し、神統記（テオゴニア） |
| 藤澤慶昌               | ふじさわ・よしあき       | 有頂天家族、ラブライブ!、RAIL WARS!、悪魔のリドル、GATE 自衛隊 彼の地にて、斯く戦えり、Dimension W、バチカン奇跡調査官、宝石の国、スロウスタート、宇宙よりも遠い場所、少女☆歌劇 レヴュースタァライト、となりの吸血鬼さん、えんどろ〜!、世話やきキツネの仙狐さん、異世界チート魔術師、慎重勇者〜この勇者が俺TUEEEくせに慎重すぎる〜、無職転生 〜異世界行ったら本気だす〜、セブンナイツ レボリューション -英雄の継承者-、エスタブライフ グレイトエスケープ、連盟空軍航空魔法音楽隊ルミナスウィッチーズ、Engage Kiss、スパイ教室、おでかけ子ザメ、天穂のサクナヒメ、ざつ旅-That's Journey-、アポカリプスホテル、タコピーの原罪、わたしが恋人になれるわけないじゃん、ムリムリ!（※ムリじゃなかった!?）、アルネの事件簿 |
| 藤田大土               | ふじた・ひろと           | ミスター味っ子 |
| 藤田淳平               | ふじた・じゅんぺい       | ムシウタ、H2O -FOOTPRINTS IN THE SAND-、サンリオ男子 |
| 藤間仁                 | ふじま・ひとし           | sola、グリザイア:ファントムトリガー THE ANIMATION、転生したらスライムだった件（『コリウスの夢』以降）、冒険者になりたいと都に出て行った娘がSランクになってた |
| 藤本コウジ             | ふじもと・こうじ         | ジャヒー様はくじけない!、最近雇ったメイドが怪しい、ティアムーン帝国物語〜断頭台から始まる、姫の転生逆転ストーリー〜、ラグナクリムゾン、佐々木とピーちゃん、夜桜さんちの大作戦、不器用な先輩。、Garena Free Fire |
| ルー・フライシャー     | Lou Fleischer            | ソング・カーテューン、トーカートゥーン、ベティ・ブープ、ポパイ、スーパーマン (1940年代のアニメ映画) |
| ミルト・フランクリン   | Milt Franklin            | ルーニー・テューンズ、メリー・メロディーズ |
| 冬木透                 | ふゆき・とおる           | 太陽の牙ダグラム、機甲界ガリアン、牧場の少女カトリ、コボちゃん、ウルトラセブン（OVシリーズ含む）、ミラーマン、ウルトラマンA、帰ってきたウルトラマン、ウルトラマンレオ、ウルトラマンネオス、ウルトラマンコスモス ※蒔田尚昊の別名義 |
| スコット・ブラッドリー | Scott Bradley            | トムとジェリー、ドルーピー、未来シリーズ |
| ケビン・ペンキン       | Kevin Penkin             | Under the Dog、メイドインアビス、盾の勇者の成り上がり、神之塔 -Tower of God-、薬屋のひとりごと、狼と香辛料 MERCHANT MEETS THE WISE WOLF、ばいばい、アース |
| 帆足圭吾               | ほあし・けいご           | コンクリート・レボルティオ〜超人幻想〜、フレームアームズ・ガール、サマータイムレンダ |
| 宝野聡史               | ほうの・さとし           | うらら迷路帖、踏切時間、魔王様、リトライ!、ライフル・イズ・ビューティフル、Lapis Re:LiGHTs、恋は世界征服のあとで、社畜さんは幼女幽霊に癒されたい。、異世界薬局、ループ7回目の悪役令嬢は、元敵国で自由気ままな花嫁生活を満喫する、異世界でもふもふなでなでするためにがんばってます。、結婚指輪物語、黄昏アウトフォーカス、不遇職【鑑定士】が実は最強だった、デブとラブと過ちと! |
| 保刈久明               | ほがり・ひさあき         | Blue Gender、ココロ図書館 |
| 星勝                   | ほし・かつ               | 劇場版じゃりン子チエ |
| 堀田星司               | ほった・せいじ           | バーナード嬢曰く。、霊剣山 叡智への資格、軒轅剣 蒼き曜 |
| ユージン・ポッダニー   | Eugene Poddany           | ルーニー・テューンズ、メリー・メロディーズ、トムとジェリー |
| ボブ佐久間             | ぼぶ・さくま             | 科学忍者隊ガッチャマン、宇宙の騎士テッカマン、ゴワッパー5ゴーダム |
| 堀井勝美               | ほりい・かつみ           | スーパードール★リカちゃん、マシュランボー、ロックマンエグゼ |
| 本多俊之               | ほんだ・としゆき         | ガンヘッド、メトロポリス |
| 本間昭光               | ほんま・あきみつ         | 境界のRINNE、ヲタクに恋は難しい、魔入りました!入間くん |
| 本間勇輔               | ほんま・ゆうすけ         | のらくろクン（新）、おそ松くん（新）、東映不思議コメディーシリーズ、丸出だめ夫（新）、幽☆遊☆白書、平成天才バカボン、忍空-NINKU-、ふしぎ遊戯（TVシリーズ）、烈火の炎、ノンタンといっしょ、とっても!ラッキーマン、はじめ人間ゴン、GTO、大江戸ロケット |

### ま行
| 名前                 | よみがな             | 主要作曲担当作品 |
| -------------------- | -------------------- | --- |
| フランク・マーセルズ | Frank Malsers        | ルーニー・テューンズ、メリー・メロディーズ、オズワルド・ザ・ラッキー・ラビット、アンディ・パンダ、ウッディー・ウッドペッカー |
| 麻枝准               | まえだ・じゅん       | CLANNAD、智代アフター、リトルバスターズ!、Angel Beats!、Charlotte |
| 前田憲男             | まえだ・のりお       | ルパン三世 パイロットフィルム、クラッシャージョウ、スターウルフ |
| 前山田健一           | まえやまだ・けんいち | 宮河家の空腹、彼女、お借りします、赤ちゃん本部長、夜廻り猫 |
| 馬飼野康二           | まかいの・こうじ     | 新・エースをねらえ!、ベルサイユのばら、おはよう!スパンク、ゲームセンターあらし、戦闘メカ ザブングル、魔法の天使クリィミーマミ、魔法の妖精ペルシャ、昆虫物語 みなしごハッチ（リメイク版）、ヤダモン、忍たま乱太郎 |
| 牧野忠義             | まきの・ただよし     | Netflix Dragon's Dogma |
| 増田俊郎             | ますだ・としお       | はれときどきぶた、十兵衛ちゃんシリーズ、へっぽこ実験アニメーション エクセル♥サーガ、デ・ジ・キャラットシリーズ、NARUTO -ナルト-、まほろまてぃっく、藍より青し、ななか6/17、おとぎ銃士 赤ずきん、蟲師シリーズ、信長の忍び、事情を知らない転校生がグイグイくる。                                                                         |
| 松居慶子             | まつい・けいこ）     | 陽だまりの樹 |
| 松井俊介             | まつい・しゅんすけ   | 艦隊これくしょん -艦これ-、セイント・ビースト〜光陰叙事詩天使譚〜 |
| 松尾早人             | まつお・はやと       | 魔法騎士レイアース、黄金勇者ゴルドラン、怪盗セイント・テール、仮面ライダー555、超ロボット生命体トランスフォーマー マイクロン伝説、レ・ミゼラブル 少女コゼット、神のみぞ知るセカイ、ドリフターズ、競女!!!!!!!!、キャプテン翼（TVシリーズ第4作）、天地創造デザイン部                                                                     |
| 松田彬人             | まつだ・あきと       | バカとテストと召喚獣シリーズ、そふてにっ、夏色キセキ、中二病でも恋がしたい！、犬とハサミは使いよう、実は私は、最弱無敗の神装機竜、響け!ユーフォニアム、天使の3P!、アサルトリリィ BOUQUET、Unnamed Memory、江戸前エルフ ※旧名義：虹音                                                                                                   |
| 松野恭平             | まつの・きょうへい） | ルナたん 〜1万年のひみつ〜、お前はまだグンマを知らない、ドラゴン、家を買う。、クソゲーって言うな!、トラとミケ、ぽちゃーズ、かくして!マキナさん!! |
| 松本晃彦             | まつもと・あきひこ   | ブラックジャック（TVシリーズ）、サマーウォーズ、ONE OUTS -ワンナウツ- |
| 松本淳一             | まつもと・じゅんいち | 魔法使いの嫁、プランダラ、魔進戦隊キラメイジャー、死亡遊戯で飯を食う。 |
| 間宮芳生             | まみや・みちお       | 火垂るの墓 |
| 丸尾稔               | まるお・みのる       | ONE PIECE THE MOVIE オマツリ男爵と秘密の島 |
| Marco d' Ambrosio    | マルコ・ダンブロシオ | VAMPIRE HUNTER D、蒼天の拳、ジョジョの奇妙な冒険 ファントムブラッド |
| 丸山和範             | まるやま・かずのり   | ママはぽよぽよザウルスがお好き、花さか天使テンテンくん、たこやきマントマン、釣りバカ日誌、仮面ライダー龍騎、ボンバーマンジェッターズ、トランスフォーマー スーパーリンク、Get Ride! アムドライバー、ねぎぼうずのあさたろう |
| manzo                | まんぞう             | 秘密結社鷹の爪、モンスター娘のいる日常、アニマエール!、怪人開発部の黒井津さん、異世界召喚は二度目です |
| 三沢郷               | みさわ・ごう         | エースをねらえ!、デビルマン、ミクロイドS、ジャングル黒べえ |
| 三澤康広             | みさわ・やすひろ     | まなびストレート!、みなみけシリーズ、みつどもえシリーズ、ゆるゆりシリーズ、琴浦さん、恋愛ラボ、さばげぶっ!、干物妹!うまるちゃん、ガヴリールドロップアウト、ヒナまつり、うちのメイドがウザすぎる!、上野さんは不器用、おにぱん!、ビックリメン、アイドルマスター シャイニーカラーズ、しかのこのこのここしたんたん、魔王の娘は優しすぎる!! |
| 水垣カエル           | みずがき・かえる     | フォルツァ!ひでまる、モンキー・パンチ 漫画活動大写真 |
| 瑞木薫               | みずき・かおる       | 特救指令ソルブレイン、特捜エクシードラフト、プリンセス・プリンセス |
| 水谷広実             | みずたに・ひろみ     | トリコ、のんのんびより、神様のいない日曜日、ヒャッコ（共作）、ながされて藍蘭島、少年アシベ GO! GO! ゴマちゃん、田中くんはいつもけだるげ、ポッピンQ、アクションヒロイン チアフルーツ、超人高校生たちは異世界でも余裕で生き抜くようです!、弱キャラ友崎くん、継母の連れ子が元カノだった、日々は過ぎれど飯うまし                           |
| 溝口肇               | みぞぐち・はじめ     | 天空のエスカフローネ、人狼 JIN-ROH |
| 見岳章               | みたけ・あきら       | スパイラル －推理の絆－、人造人間キカイダー THE ANIMATION |
| ミッキー吉野         | みっきー・よしの     | うる星やつら3 リメンバー・マイ・ラブ、迷宮物語、ドラゴンクエスト 勇者アベル伝説、西遊記（旧TVシリーズ） |
| 未知瑠               | みちる               | 終末のイゼッタ、刻刻、三ツ星カラーズ、ギヴン、本好きの下剋上 司書になるためには手段を選んでいられません、ふしぎ駄菓子屋 銭天堂、たとえばラストダンジョン前の村の少年が序盤の街で暮らすような物語、擾乱 THE PRINCESS OF SNOW AND BLOOD、処刑少女の生きる道、トモダチゲーム、ダンス・ダンス・ダンスール、黒の召喚士                      |
| 光田康典             | みつだ・やすのり     | イナズマイレブン、ぷぎゅる、黒執事（TVシリーズ第3期・OVA）、月とライカと吸血姫、ダンジョン飯 |
| 光宗信吉             | みつむね・しんきち   | ナースエンジェルりりかSOS、少女革命ウテナ、ローゼンメイデンシリーズ、遊☆戯☆王デュエルモンスターズ、魔法先生ネギま!、スカイガールズ、甘城ブリリアントパーク、遊☆戯☆王VRAINS |
| 美野春樹             | みの・はるき         | 宇宙船サジタリウス、愛しのベティ 魔物語、魔法使いサリー（第2作） |
| 蓑部雄崇             | みのべ・ゆたか       | 陸奥圓明流外伝 修羅の刻、遊☆戯☆王デュエルモンスターズGX、吟遊黙示録マイネリーベ、シュガシュガルーン、遊☆戯☆王5D's、タユタマ -Kiss on my Deity-、遊☆戯☆王ZEXAL |
| 宮内国郎             | みやうち・くにお     | ウルトラQ、ウルトラマン、快獣ブースカ、ザ☆ウルトラマン、チャージマン研! |
| 宮川彬良             | みやがわ・あきら     | 大草原の小さな天使 ブッシュベイビー、星のカービィ、風の少女エミリー、真マジンガー 衝撃! Z編、宇宙戦艦ヤマト2199 |
| 宮川泰               | みやがわ・ひろし     | ワンサくん、宇宙戦艦ヤマト、アローエンブレム グランプリの鷹、宇宙空母ブルーノア |
| 三宅一徳             | みやけ・かずのり     | ふたつのスピカ、妖逆門、二十面相の娘、仮面ライダー剣、忍風戦隊ハリケンジャー、獣拳戦隊ゲキレンジャー、天装戦隊ゴセイジャー |
| 三宅純               | みやけ・じゅん       | MEMORIES EPISODE.2 最臭兵器、牙 -KIBA- |
| 宮崎慎二             | みやざき・しんじ     | ポケットモンスター（劇場版含む）、2112年 ドラえもん誕生、劇場版クレヨンしんちゃん、織田シナモン信長 |
| 宮崎誠               | みやざき・まこと     | トリアージX、ワンパンマン、RPG不動産、ゾン100〜ゾンビになるまでにしたい100のこと〜、株式会社マジルミエ |
| 宮路一昭             | みやじ・かずあき     | キャプテン翼J、ニャニがニャンだー ニャンダーかめん |
| 宮原恵太             | みやはら・けいた     | おぼっちゃまくん、ダッシュ!四駆郎、ポコニャン! |
| 見良津健雄           | みらつ・たけお       | アイドル防衛隊ハミングバード |
| 三輪悟               | みわ・さとる         | マシュマロ通信 |
| 三輪学               | みわ・まなぶ         | にゃんこい!、PRISM ARK、ヨスガノソラ、リトルバスターズ! |
| 睦月周平             | むつき・しゅうへい   | 三者三葉、リコリス・リコイル、君のことが大大大大大好きな100人の彼女、FARMAGIA、TO BE HERO X |
| 武藤星児             | むとう・せいじ       | こどものおもちゃ、フルーツバスケット、レジェンズ 甦る竜王伝説、GA 芸術科アートデザインクラス |
| 宗本康兵             | むねもと・こうへい   | 勇者、辞めます、アストロノオト |
| 村井秀清             | むらい・しゅうせい   | 銀の匙 Silver Spoon、テラフォーマーズ |
| 村上聖               | むらかみ・きよし     | 超者ライディーン |
| 村松健               | むらまつ・けん       | スケッチブック 〜full color's〜、紅、うみものがたり 〜あなたがいてくれたコト〜、夏雪ランデブー、渡くんの××が崩壊寸前 |
| 村山☆潤              | むらやま・じゅん     | ブルーロック |
| 村山達哉             | むらやま・たつや     | 深海伝説MEREMANOID、ああっ女神さまっ 小っちゃいって事は便利だねっ、Wind -a breath of heart-、フタコイ オルタナティブ |
| 毛利蔵人             | もうり・くろうど     | 赤毛のアン |
| 元倉宏               | もとくら・ひろし     | ふぉうちゅんドッグす、一騎当千 |
| 森いづみ             | もり・いづみ         | ひみつのアイプリ、ぷにるはかわいいスライム |
| 森悠也               | もり・ゆうや         | 生徒会役員共、ウルトラマンタイガ、怪物事変、THE NEW GATE |
| 森田公一             | もりた・こういち     | がんばれ元気、小公子セディ |
| 森英治               | もり・ひではる       | GIANT KILLING、らんま1/2、YAWARA! |

### や行
| 名前               | よみがな               | 主要作曲担当作品 |
| ------------------ | ---------------------- | --- |
| 八木正生           | やぎ・まさお           | あしたのジョー |
| 安川午朗           | やすかわ・ごろう       | 超光戦士シャンゼリオン、仮面ライダー THE FIRST、デビルマン（実写版） |
| 安田毅             | やすだ・たけし         | ジャングルウォーズ、ああっ女神さまっ（OVA版）、SAMURAI GIRL リアルバウトハイスクール |
| Akiyoshi Yasuda    | アキヨシ・ヤスダ       | 劇場版 誰ガ為のアルケミスト、幼なじみが絶対に負けないラブコメ、なぜ僕の世界を誰も覚えていないのか?、キミと越えて恋になる ※SiZKの別名義 |
| 矢野顕子           | やの・あきこ           | ホーホケキョ となりの山田くん |
| 矢野立美           | やの・たつみ           | 超電子バイオマン、電撃戦隊チェンジマン、超獣戦隊ライブマン、シティーハンター、ギャラガ、ウルトラマンティガ、ウルトラマンダイナ、新世紀ウルトラマン伝説シリーズ、暴れん坊力士!! 松太郎 |
| 山川恵津子         | やまかわ・えつこ       | 3丁目のタマ うちのタマ知りませんか?、ななついろ★ドロップス |
| 山口洋             | やまぐち・ひろし       | 機巧奇傳ヒヲウ戦記 |
| yuma yamaguchi     | ユーマ・ヤマグチ       | あたしゃ川尻こだまだよ〜デンジャラスライフハッカーのただれた生活〜、アンデッドガール・マーダーファルス、メタリックルージュ、魔王の俺が奴隷エルフを嫁にしたんだが、どう愛でればいい? |
| 山崎燿             | やまざき・よう         | 瓶詰妖精 |
| 山下康介           | やました・こうすけ     | 魔法戦隊マジレンジャー、ガラスの艦隊、デジモンクロスウォーズ、海賊戦隊ゴーカイジャー、ちはやふる、仮面ライダー鎧武、手裏剣戦隊ニンニンジャー、パズドラクロス、宇宙戦隊キュウレンジャー、仮面ライダーセイバー、暴太郎戦隊ドンブラザーズ、ヒューマンバグ大学 -不死学部不幸学科-、ドラゴンボールDAIMA、穏やか貴族の休暇のすすめ。 |
| 山下毅雄           | やました・たけお       | ルパン三世 (TV第1シリーズ)、ジャイアントロボ、レッドマン、佐武と市捕物控、ガンバの冒険 |
| yamazo             | やまぞー               | ヤマノススメシリーズ、美男高校地球防衛部LOVE!シリーズ、少年メイド、RobiHachi、勇者が死んだ!、花野井くんと恋の病、9-nine- Ruler’s Crown ※一部・山田知広名義 |
| やまだ豊           | やまだ・ゆたか         | 東京喰種トーキョーグール、Infini-T Force、ヴィンランド・サガ、バビロン、GREAT PRETENDER、NIGHT HEAD 2041、喧嘩独学、真・侍伝 YAIBA、BLACK TORCH |
| 山中紀昌           | やまなか・のりまさ     | アップルシード（OVA版）、機動戦士SDガンダム、ジェネレイターガウル、ヴァイスクロイツ、G-onらいだーす |
| 山本健司           | やまもと・けんじ       | はりもぐハーリー、ドラゴンボール改 |
| KOHTA YAMAMOTO     | コータ・ヤマモト       | キングダム（第3期以降）、七つの大罪シリーズ（TVシリーズ第3期以降）、大雪海のカイナ、ダークギャザリング、魔都精兵のスレイブ、魔王軍最強の魔術師は人間だった、メカウデ、TO BE HERO X、桃源暗鬼、リィンカーネーションの花弁、カヤちゃんはコワくない |
| 山本直純           | やまもと・なおずみ     | マグマ大使、怪奇大作戦、新オバケのQ太郎、ゼロテスター |
| 山本はるきち       | やまもと・はるきち     | ケロケロちゃいむ、セクシーコマンドー外伝 すごいよ!!マサルさん、おじゃる丸、浦安鉄筋家族、ギャグマンガ日和シリーズ |
| 山本正之           | やまもと・まさゆき     | タイムボカンシリーズ、闘士ゴーディアン、ゴールドライタン、おちゃめ神物語 コロコロポロン、銀河旋風ブライガー、銀河烈風バクシンガー |
| 山原一浩           | やまはら・かずひろ     | 獣装機攻ダンクーガノヴァ、パタリロ西遊記!、爆球Hit! クラッシュビーダマン |
| ヴィクター・ヤング | Victor Young           | ガリバー旅行記 (1939年の映画) |
| ゆうまお           | ゆうまお               | はたらく細胞、王様ランキング、豚のレバーは加熱しろ、かつて魔法少女と悪は敵対していた。 ※MAYUKO名義 |
| 夢見クジラ         | ゆめみ・くじら         | リアデイルの大地にて、久保さんは僕を許さない、最弱テイマーはゴミ拾いの旅を始めました。、転生貴族、鑑定スキルで成り上がる、Lv2からチートだった元勇者候補のまったり異世界ライフ、アラフォー男の異世界通販、ツインズひなひま、ずたぼろ令嬢は姉の元婚約者に溺愛される、異世界黙示録マイノグーラ〜破滅の文明で始める世界征服〜 |
| 横関公太           | よこぜき・こうた       | 百錬の覇王と聖約の戦乙女、うちの娘の為ならば、俺はもしかしたら魔王も倒せるかもしれない。、爆上戦隊ブンブンジャー |
| 横山菁児           | よこやま・せいじ       | 昆虫物語 新みなしごハッチ、超合体魔術ロボ ギンガイザー、宇宙海賊キャプテンハーロック、機甲艦隊ダイラガーXV、聖闘士星矢、超人機メタルダー、特警ウインスペクター、超力戦隊オーレンジャー、まじかる☆タルるートくん |
| 横山克             | よこやま・まさる       | キミキス pure rouge、クイーンズブレイドシリーズ、荒川アンダー ザ ブリッジ、じょしらく、信長協奏曲、四月は君の嘘、山田くんと7人の魔女、機動戦士ガンダム 鉄血のオルフェンズ、Occultic;Nine -オカルティック・ナイン-、亜人ちゃんは語りたい、モンスターハンター ストーリーズ RIDE ON、モンストアニメ（第3期）、クズの本懐、sin 七つの大罪、Fate/Apocrypha、寄宿学校のジュリエット、彼方のアストラ、フルーツバスケット（第2作）、A3!、空挺ドラゴンズ、禍つヴァールハイト -ZUERST-、体操ザムライ、さよなら私のクラマー、アオアシ、うる星やつら（TVシリーズ第2作）、トモちゃんは女の子!、マッシュル-MASHLE-、姫様“拷問”の時間です、夜のクラゲは泳げない、トラペジウム、ウマ娘 プリティーダービー 新時代の扉、ライジングインパクト、花は咲く、修羅の如く、帝乃三姉妹は案外、チョロい。 |
| 吉川清之           | よしかわ・きよし       | 騎士竜戦隊リュウソウジャー |
| 吉川慶             | よしかわ・けい         | SDガンダム三国伝 Brave Battle Warriors、バスカッシュ!、機動戦士ガンダムAGE、殺し愛、異世界はスマートフォンとともに。2、科学×冒険サバイバル!、マジック・メイカー 〜異世界魔法の作り方〜 |
| 吉川洋一郎         | よしかわ・よういちろう | グリーンレジェンド乱、オズ、イリア ゼイラム the Animation、今日からマ王! |
| 吉田明彦           | よしだ・あきひこ       | 高速戦隊ターボレンジャー、地球戦隊ファイブマン、恐竜戦隊ジュウレンジャー、キン肉マン キン肉星王位争奪編、仮面ライダーSD |
| 吉田潔             | よしだ・きよし         | 時をかける少女 |
| 吉野裕司           | よしの・ゆうじ         | BRIGADOON まりんとメラン、.hack//黄昏の腕輪伝説、狼と香辛料（アニメ第1作） |
| 吉俣良             | よしまた・りょう       | 真・女神転生デビチル、恋は雨上がりのように、ソマリと森の神様 |
| 吉松隆             | よしまつ・たかし       | アストロボーイ・鉄腕アトム |
| 吉森信             | よしもり・まこと       | 恋風、学園アリス、バッカーノ!、デュラララ!!シリーズ、夏目友人帳シリーズ、ハマトラ |
| 米田和民           | よねだ・かずたみ       | EAT-MAN |
| 米光亮             | よねみつ・りょう       | こちら葛飾区亀有公園前派出所 |

### ら行
| 名前                 | よみがな         | 主要作曲担当作品 |
| -------------------- | ---------------- | --- |
| ランディ・ニューマン | Randy Newman     | トイ・ストーリーシリーズ、モンスターズ・インク |
| ウィリアム・ラヴァー | William Lava     | ルーニー・テューンズ、メリー・メロディーズ、ピンクパンサー |
| ジョー・リノイエ     | Joe Rinoie       | まもって守護月天、史上最強の弟子ケンイチ |
| 劉哲志               | りゅう・てつし   | NG騎士ラムネ&40、ハイスクールミステリー学園七不思議 |
| 梁邦彦               | りょう・くにひこ | 十二国記、英國戀物語エマ、彩雲国物語、レベルE、暁のヨナ |
| 麗美                 | れいみ           | あの日見た花の名前を僕達はまだ知らない。 ※REMEDIOS名義 |
| シュキ・レヴィ       | Shuki Levy       | ガジェット警部、魔法少女レインボーブライト、スパイダーマン |
| R・O・N              | ろん             | 黒子のバスケ（第1期）、銃皇無尽のファフニール、アクエリオンロゴス、働くお兄さん!、魔法少女特殊戦あすか、トライナイツ、ドロヘドロ、フットサルボーイズ!!!!!、Lv1魔王とワンルーム勇者、転生したら第七王子だったので、気ままに魔術を極めます、多数欠 |

### わ行
| 名前         | よみがな             | 主要作曲担当作品 |
| ------------ | -------------------- | --- |
| 若草恵       | わかくさ・けい       | 六神合体ゴッドマーズ、重戦機エルガイム、世界忍者戦ジライヤ、特捜ロボジャンパーソン、ブルースワット、テツワン探偵ロボタック、私のあしながおじさん、ロミオの青い空、ヒカルの碁、トミカヒーロー レスキューフォース |
| 若林タカツグ | わかばやし・たかつぐ | アニメで分かる心療内科、マジンボーン、星刻の竜騎士、カミワザ・ワンダ、プリプリちぃちゃん!!、爆釣バーハンター、惑星のさみだれ、スキップとローファー、六道の悪女たち |
| 和田薫       | わだ・かおる         | 宇宙の騎士テッカマンブレード、疾風!アイアンリーガー、銀河戦国群雄伝ライ、犬夜叉、甲虫王者ムシキング、金田一少年の事件簿、D.Gray-man、逆転裁判 〜その「真実」、異議あり!〜、パズドラ、半妖の夜叉姫、テスラノート、らんま1/2（テレビアニメ第2作）                                                                                 |
| 和田貴史     | わだ・たかふみ       | RIDEBACK、七つの大罪シリーズ、終わりのセラフ、テラフォーマーズ リベンジ、サラリーマンが異世界に行ったら四天王になった話、貴族転生 〜恵まれた生まれから最強の力を得る〜 |
| 渡辺岳夫     | わたなべ・たけお     | 巨人の星、天才バカボン、キューティーハニー、アルプスの少女ハイジ、フランダースの犬、魔女っ子メグちゃん、ザ・カゲスター、無敵超人ザンボット3、無敵鋼人ダイターン3、機動戦士ガンダム、ハロー!サンディベル、ミームいろいろ夢の旅、家なき子                                                                                         |
| 渡部チェル   | わたなべ・ちぇる     | 学級王ヤマザキ、ビックリマン2000、コロッケ!、おねがいマイメロディシリーズ、テニスの王子様、キン肉マンII世、仮面ライダー龍騎、アイドルタイムプリパラ、のりものまん モービルランドのカークン、エルフさんは痩せられない。 |
| 渡辺宙明     | わたなべ・ちゅうめい | マジンガーZ、鋼鉄ジーグ、合身戦隊メカンダーロボ、野球狂の詩、人造人間キカイダー、イナズマン、アクマイザー3、スーパー戦隊シリーズ（『ゴレンジャー』〜『ゴーグルファイブ』、『ゼンカイジャー』）、スパイダーマン、宇宙刑事シリーズ、戦え!!イクサー1、破邪大星ダンガイオー、ゲッターロボ號、神魂合体ゴーダンナー!!、機動刑事ジバン |
| 渡邊崇       | わたなべ・たかし     | マナリアフレンズ、ドールズフロントライン、勇気爆発バーンブレイバーン |
| 渡辺剛       | わたなべ・たけし     | 苺ましまろ、この醜くも美しい世界、咲-Saki-、キューティーハニー THE LIVE、死神坊ちゃんと黒メイド、異世界美少女受肉おじさんと、疑似ハーレム |
| 渡辺俊幸     | わたなべ・としゆき   | 銀河漂流バイファム、機甲戦記ドラグナー、ピーターパンの冒険、アイドル伝説えり子、デビルマンレディー、救急戦隊ゴーゴーファイブ、破邪巨星Gダンガイオー、宇宙兄弟、銀河機攻隊 マジェスティックプリンス、新幹線変形ロボ シンカリオン                                                                                                 |
| 渡辺博也     | わたなべ・ひろや     | 宇宙家族カールビンソン、天空戦記シュラト、魔獣戦線、魔物ハンター妖子、スローステップ |

### グループ
| 名前                           | 主要作曲担当作品 |
| ------------------------------ | --- |
| I've                           | シスター・プリンセス RePure、おねがい☆ティーチャー、おねがい☆ツインズ、ガーリー・エアフォース |
| 井内舞子&I've                  | とある魔術の禁書目録 |
| 佐野広明・中沢伴行・井内舞子   | DOG DAYS |
| Wall 5 project                 | エア・ギア、遊☆戯☆王5D's |
| Elements Garden                | 世紀末オカルト学院、蒼の彼方のフォーリズム、転生したらスライムだった件（第1期・第2期）、ぼくたちのリメイク、ヴィジュアルプリズン、失格紋の最強賢者、テクノロイド オーバーマインド、キミと僕の最後の戦場、あるいは世界が始まる聖戦、治癒魔法の間違った使い方、プリンセッション・オーケストラ |
| Angel Note                     | Φなる・あぷろーち、女子高生 GIRL'S-HIGH |
| 芸能山城組                     | AKIRA |
| ゴンチチ                       | ぼのぼの、ヨコハマ買い出し紀行 |
| サイキックラバー               | 斉木楠雄のΨ難 |
| ザ 蟹                          | 戦闘妖精雪風 |
| ZIZZ STUDIO                    | 機神咆吼デモンベイン、破天荒遊戯 |
| S.E.N.S.                       | KURAU Phantom Memory、xxxHOLiC、源氏物語千年紀 Genji、君に届け、俺物語!! ※別名義に「S.E.N.S. Project」があり |
| ダブルオーツ                   | ななか6/17、レジェンズ 甦る竜王伝説、星空キセキ、僕等がいた |
| Choro Club feat.Senoo          | ARIAシリーズ |
| TECHNOBOYS PULCRAFT GREEN-FUND | ウィッチクラフトワークス、トリニティセブン、櫻子さんの足下には死体が埋まっている、賭ケグルイ、魔法陣グルグル（第3作）、ガイコツ書店員 本田さん、戦×恋、てっぺんっ!!!!!!!!!!!!!!!、ウルトラマンブレーザー、とあるおっさんのVRMMO活動記、アクロトリップ、合コンに行ったら女がいなかった話、野生のラスボスが現れた! |
| Dolce Triade                   | LAST EXILE |
| (K)NoW NAME                    | 灰と幻想のグリムガル、サクラクエスト、Fairy gone フェアリーゴーン、SPY×FAMILY |
| HoneyWorks                     | ヒロインたるもの!〜嫌われヒロインと内緒のお仕事〜 |
| BMF (Being MUSIC FACTORY INC.) | SLAM DUNK、地獄先生ぬ〜べ〜、遊☆戯☆王（東映版） |
| ヒカシュー                     | 超時空世紀オーガス02 |
| Funta                          | ドクタースランプ |
| fox capture plan               | 青春ブタ野郎シリーズ、スタンドマイヒーローズシリーズ、リーマンズクラブ、天久鷹央の推理カルテ |
| ムーンライダース               | Dororonえん魔くん メ〜ラめら |
| 六三四Musashi                  | NARUTO -ナルト-(六三四プロジェクト名義) |
| MONACA                         | MUNTO、WORKING!!、STAR DRIVER 輝きのタクト、Aチャンネル、這いよれ! ニャル子さん、サーバント×サービス、キャプテン・アース、結城友奈は勇者である、牙狼〈GARO〉-炎の刻印-、あんハピ♪、モンストアニメ（第1期第2章 - 第2期）、デスマーチからはじまる異世界狂想曲、啄木鳥探偵處、まえせつ!、おちこぼれフルーツタルト、プラオレ!〜PRIDE OF ORANGE〜、阿波連さんははかれない、僕らの雨いろプロトコル、カミエラビ、ボールパークでつかまえて!、勇者パーティーにかわいい子がいたので、告白してみた。 |
| 刃-yaiba-                      | 新・北斗の拳、NARUTO -ナルト- 疾風伝、BORUTO-ボルト- -NARUTO NEXT GENERATIONS-、ALL OUT!!、タイガーマスクW、ゲゲゲの鬼太郎(第6期) |
| RADWIMPS                       | 君の名は。、天気の子 |

## アニメソングの作曲家・編曲家一覧
以下にはアニメの主題歌、挿入歌などに携わった作曲家および編曲家を列挙する。
| 名前                                            | 楽曲提供先 |
| ----------------------------------------------- | --- |
| ats-（佐藤厚）                                  | H∧L、嘉陽愛子 |
| 飯塚昌明                                        | 三木眞一郎、栗林みな実、千葉紗子、『遥かなる時空の中で〜八葉抄〜』関連楽曲 ※GRANRODEOも参照。                                                                                           |
| 井内舞子                                        | 川田まみ、KOTOKO、黒崎真音、南條愛乃、三澤紗千香 |
| 市川淳                                          | 柴咲コウ、あきよしふみえ、ミルキィホームズ |
| 伊藤真澄                                        | 上野洋子 |
| 内池秀和                                        | 中島美嘉、諫山実生、米倉利紀 |
| H-wonder                                        | ChouCho |
| 大石憲一郎                                      | サイキックラバー、Sister MAYO※スーパー戦隊シリーズ関連各項も参照。 |
| 大隅知宇                                        | 飯田里穂 |
| 大島こうすけ                                    | BON-BON BLANCO、小枝、MAN WITH A MISSION |
| 大谷和夫                                        | 中村由真、ドリーミング、中尾隆聖 |
| 大谷靖夫（y@suo ohtani、tearbridge production） | ELT、玉置成美 |
| 太田雅友                                        | 田村ゆかり、芹澤優 |
| 太田美知彦                                      | 堀江由衣、やまとなでしこ、AiM、谷本貴義 |
| 大野愛果                                        | WANDS、三枝夕夏 IN db、倉木麻衣、岸本早未、PINC INC |
| 岡野ハジメ                                      | L'Arc〜en〜Ciel、相川七瀬、NICO Touches the Walls、ポルノグラフィティ |
| 織田哲郎                                        | PIC、B.B.クィーンズ、西城秀樹、WANDS、DEEN、FIELD OF VIEW、久住小春、TBS版『武装神姫』OP主題歌                                                                                          |
| 小野貴光                                        | 小倉唯、ゆいかおり、やなぎなぎ、内田彩 |
| 加藤和彦                                        | 飯島真理 |
| 梶浦由記                                        | Kalafina、南里侑香、千葉紗子 |
| 亀田誠治                                        | 猿岩石、Do As Infinity、いきものがかり、SCANDAL、GLAY、大原櫻子 |
| 亀山耕一郎                                      | 豊嶋真千子、佐々木功（ささきいさお） |
| 川井憲次                                        | 井上喜久子、堀江由衣 |
| 川島だりあ                                      | MANISH、愛内里菜、北原愛子 |
| 河田貴央                                        | 『ラブライブ!』関連楽曲、渡部優衣 |
| 菅野よう子                                      | 新居昭乃、坂本真綾、Origa、AKINO、中島愛 |
| 木根尚登                                        | TM NETWORK、椎名へきる、AiM |
| 京田誠一                                        | 影山ヒロノブ、遠藤正明、串田アキラ、サイキックラバー、岩崎貴文、NOB |
| 草野華余子                                      | LiSA、『SHIROBAKO』主題歌 |
| 黒須克彦                                        | 『ラブライブ!』関連楽曲、南條愛乃、黒崎真音、茅原実里、内田真礼、田所あずさ、スフィア、中川翔子、フレンチ・キス                                                                         |
| 小池雅也                                        | UNDER17、桃井はるこ、大野まりな |
| 神津裕之                                        | 櫻井智、國府田マリ子、高橋広樹、はいだしょうこ、藤原啓治 |
| 五島翔                                          | 林原めぐみ、桑谷夏子、Prits、小林沙苗 |
| こだまさおり                                    | StylipS、ChouCho |
| 小西貴雄                                        | 堀江由衣、松下萌子、小倉優子、タンポポ |
| 小林信吾                                        | 堀江由衣、中田あすみ、神戸みゆき |
| 小林俊太郎                                      | 竹達彩奈 |
| 小松未歩                                        | FIELD OF VIEW、辻尾有紗、DEEN、WANDS、岩田さゆり |
| 小森武生                                        | 花澤香菜、種田梨沙、岡本菜摘 |
| 齋藤真也                                        | KOTOKO、黒崎真音、やなぎなぎ |
| 佐伯高志                                        | 『ラブライブ!』関連楽曲、『ラブライブ!サンシャイン!!』関連楽曲、渡部優衣、大橋彩香 |
| 酒井ミキオ                                      | 井出泰明、入野自由、きただにひろし、野水いおり |
| 坂部剛                                          | ClariS、SWEET A.R.M.S、吉木りさ（yoshiki*risa名義）、コミネリサ |
| 佐々倉有吾                                      | 『ラブライブ!』関連楽曲、『ラブライブ!サンシャイン!!』関連楽曲、内田彩、イヤホンズ、悠木碧                                                                                              |
| ZAQ                                             | 『ラブライブ!』関連楽曲、『中二病でも恋がしたい！』関連楽曲 |
| 佐藤宣彦                                        | ZNX、Laputa、SHAZNA、AI-SACHI |
| 志熊研三                                        | 和田るみ子、MIO |
| しほり                                          | 南條愛乃、Pile、三森すずこ |
| 俊龍                                            | 茅原実里、小倉唯、ゆいかおり、petit milady、田所あずさ |
| ジョー・リノイエ                                | ROmantic Mode、西脇唯、ステファニー |
| 陣内大蔵                                        | 永井真理子 |
| 須貝幸生                                        | LINDBERG、Jack&Betty、Little Viking |
| 鈴木Daichi秀行                                  | 井出泰明、置鮎龍太郎、酒井ミキオ、℃-ute |
| 須藤賢一                                        | 遠藤正明、影山ヒロノブ、JAMProject |
| 瀬尾一三                                        | 吉田拓郎 |
| 高尾奏之介                                      | 小倉唯、『冴えない彼女の育てかた♭』関連楽曲、『美男高校地球防衛部LOVE』シリーズ関連 |
| 高瀬一矢                                        | 川田まみ、KOTOKO、黒崎真音 |
| 高田暁                                          | 『ラブライブ!』関連楽曲、『ラブライブ!サンシャイン!!』関連楽曲、StylipS、竹達彩奈、こだまさおり、ChouCho、田所あずさ、大橋彩香                                                          |
| 高取ヒデアキ                                    | 影山ヒロノブ、佐々木功（ささきいさお） |
| 宅見将典                                        | 私立恵比寿中学、Brilliant 4、ViViD、BREAKERZ、Poppin'Party |
| 田中宏和                                        | 松本梨香、小林幸子、藤井フミヤ、Whiteberry、中川翔子、つるの剛士、ももいろクローバーZ                                                                                                   |
| 田淵智也                                        | 内田真礼、LISA、戸松遥、田所あずさ |
| 玉井健二                                        | Base Ball Bear、安田レイ、Aimer、YUKI |
| CHOKKAKU                                        | タッキー&翼、V6、ONE☆DRAFT、野水いおり、米倉千尋、及川光博 |
| 月光恵亮                                        | LINDBERG、田村直美、VELVET GARDEN |
| つんく♂                                         | Berryz工房、℃-ute、小川真奈、平野綾 |
| t-kimura                                        | m.o.v.e |
| T2ya                                            | EARTH、上戸彩 |
| 鴇沢直                                          | AKINO |
| とく（阿部尚徳）                                | LISA |
| 中川幸太郎                                      | ISSA、石原慎一、GACKT、大黒摩季 |
| 中沢伴行                                        | 川田まみ、三澤紗千香、やなぎなぎ |
| 鳴瀬シュウヘイ                                  | AAA（トリプルエー）、上木彩矢、Tourbillon、YU-KI（TRF） |
| 西脇辰弥                                        | 岡崎律子、メロキュア、國府田マリ子、小林ゆう（まりあ†ほりっく主題歌・関連楽曲） |
| 根岸貴幸                                        | 永井真理子、日笠陽子 |
| 萩田光男                                        | H2O、松原みき、和田るみ子 |
| 橋本由香利                                      | おとめ妖怪ざくろED用キャラクターソング、堀川亮（現・堀川りょう）、竹達彩奈、南條愛乃、内田彩                                                                                            |
| 葉山たけし                                      | YASU、大黒摩季、KIX-S、ZARD、三枝夕夏 IN db、倉木麻衣、宇浦冴香、北原愛子 |
| hisakuni                                        | 内田彩、村川梨衣 |
| 飛澤宏元                                        | やしきたかじん、クリスタルキング |
| 古井弘人                                        | sweet velvet、rumania montevideo、WAG |
| 保刈久明                                        | 新居昭乃、坂本真綾、桑島法子 |
| 本間昭光                                        | ポルノグラフィティ、日向めぐみ、広瀬香美 |
| 前山田健一                                      | 飯田里穂、ミルキィホームズ、ゆいかおり |
| 馬飼野康二                                      | ハーリー木村、鮎川麻弥、岡本舞子、冨永みーな、光GENJI SUPER5、ジャニーズJr.、中山エミリ、串田アキラ                                                                                     |
| 増田俊郎                                        | 川澄綾子、石田燿子 |
| 増谷賢                                          | 南條愛乃、StylipS |
| manzo                                           | 野水いおり |
| 光増ハジメ                                      | 『ラブライブ!サンシャイン!!』関連楽曲、『結城友奈は勇者である』関連楽曲、i☆Ris、茅原実里、田所あずさ                                                                                    |
| minato                                          | VALSHE |
| 宮崎歩                                          | 和田光司、島谷ひとみ、サイキックラバー |
| 宮路一昭                                        | FACE FREE、くまのきよみ |
| 三善晃                                          | 『赤毛のアン』主題歌、関連楽曲 |
| 見良津健雄                                      | 米倉千尋 |
| 村山達哉                                        | 岡崎律子、飯塚雅弓 |
| 桃井はるこ                                      | アフィリア・サーガ |
| 森慎太郎                                        | 『ラブライブ!』関連、StylipS |
| 八木沼悟志                                      | 井口裕香、KOTOKO、RO-KYU-BU!※fripSide、ALTIMAも参照。 |
| 矢吹俊郎                                        | 水樹奈々、下川みくに、奥井雅美 |
| 山田高弘                                        | 『ラブライブ!』関連楽曲、楠田亜衣奈 |
| ゆうまお                                        | かしまし 〜ガール・ミーツ・ガール〜、D.C. 〜ダ・カーポ〜、ギャラクシーエンジェル |
| 湯浅公一                                        | 椎名へきる、AiM |
| 吉田潔                                          | 工藤静香、林原めぐみ、奥華子 |
| ryo (supercell)                                 | EGOIST、Tia |
| 渡部チェル                                      | アイマス関連、松本梨香、加藤英美里、水瀬いのり、山崎邦正、ミニハムず、嘉陽愛子、RIDER CHIPS（サポートメンバー）、高橋美佳子、黒木マリナ、『失われた未来を求めて』キャラソン、水瀬いのり |
| 渡辺翔                                          | 井口裕香、LISA、内田真礼、三森すずこ、TrySail、早見沙織、ClariS |
| 渡辺博也                                        | 鮎川麻弥 |
| 渡辺宙明                                        | 串田アキラ、水木一郎、堀江美都子 |
| Elements Garden                                 | 『戦姫絶唱シンフォギア』シリーズ、『グリザイア』シリーズ、ミルキィホームズ、水樹奈々、茅原実里、新田恵海、宮野真守                                                                      |
| BNGI（旧NBGI）                                  | アイマス関連 |
| MONACA                                          | アイマス関連、『結城友奈は勇者である』主題歌・関連楽曲、茅野愛衣 |